# 真宮あやな
真宮 あやな（まみや あやな、1996年6月9日 - ）は、日本の女優、元AV女優である。AV女優時代はLIGHTなどに所属。

## 略歴
2017年に「沖田里緒」としてAVデビュー。
2018年2月、AV女優によるアイドルユニット「LovelyPops（ラブリーポップス）」の研究生となるが、同年8月に脱退。脱退の理由は、本業であるAV撮影が多忙となりライブ出演が出来ないなど活動が中途半端になってしまったから。
2019年10月、プライムエージェンシーからシエロに移籍し、名前を「沖田里緒」から「真宮あや」に改名した。
2021年5月、シエロからLIGHTに移籍。名前を「真宮あや」から「真宮あやな」として再始動する。
2022年3月2日、自身のTwitterにて4月20日で引退する事を発表。
2022年4月20日、最後の撮影（GIGA）をもってAV女優を引退。
引退後は「おみや」名義でGIGAおよびZENピクチャーズ作品を中心に俳優として活動している。

## 人物
東京都出身。趣味はサバゲ、旅行。
性に目覚めたのは幼稚園の時で、父親が隠し持っていたエロ本を読んだことから。
初オナニーは小学3年の頃で、シャワーを股間に当てると気持ちいことに気付いてしていた。ただ、この頃はオナニーとは認識しておらず、性的での初オナニーは小学6年の時で、好きだったバンドのメンバーに襲われることを妄想しながら指でしていた。
初体験は高校1年の16歳の時で、相手は同じ軽音楽部の最初の彼氏。付き合い始めて3か月後。
AV女優となったきっかけは、AV男優とエッチがしたかったから。
デビューから半年程はAVと並行して婦人服のアパレル企業に勤務し店舗で接客をしていた。勤めていた店舗の閉鎖が決まってからも別の会社に転職して引き続きAVと並行していく考えだったが、2足の草鞋を履いていることでAVの仕事を制限せざるを得ないことに悩んでいたことや、AV男優とエッチをもっとしたいとの思いからAV一本でやっていく決心をした。

## 出演作品

### アダルトビデオ

#### 2017年
- 飲むと理性がなくなり、側にいる男を見境無く物色し性欲を満たす肉食女（2017年12月15日、DOC）

#### 2018年
- デリヘル呼んだら数年前に寿退社したハズの職場のマドンナとまさかの再会！「このことは内緒にしておくから」とアナル舐めさせギン立ちしたゲス男チ○ポで奥まで突き上げ高嶺の華だった人妻膣中に爆発射！ 2（2018年1月12日、ケイ・エム・プロデュース）
- 面接ドキュメント 通りすがりのAV女優 07（2018年2月24日、HMJM）
- センズリ鑑賞会 恥じらい素人娘に見せつけちゃいました30（2018年4月10日、ホットエンターテイメント）
- 顔出し解禁！！ マジックミラー便 関東有数のお嬢様大学に通う高学歴女子大生 人生初のセルフイラマチオ編 vol.03 ギンギンに勃起したデカチンを喉奥まで咥え込んだ女子大生はインテリオマ○コにも巨根を挿れたくなってしまうのか！？（2018年4月19日、ディープス）
- 素人OL 終業後の密会不倫セックス 粘質系＆濃厚ご奉仕フェラと、気持ちイイ所がこすれる様に際限なくグラインドする変態腰！ 沖田里緒（2018年4月25日、オーロラプロジェクト・アネックス）
- 「乳首舐め手コキ」をしていた乳首愛撫専門のデリヘル嬢が、握ったチ○コの固さに欲情してか行き過ぎたサービスしてくれて生中出しまでさせてくれた。3（2018年4月26日、Mr.michiru）
- 妹夜這い 種付け近親相姦 お兄ちゃんの精子で孕んでくれ！ 6（2018年4月26日、Mr.michiru）
- 石橋渉の素人生ドルR vol.24（2018年5月1日、ARTMODE）
- 18周年記念スペシャル 経験豊富な優しい素人人妻が最高の童貞筆おろし 14（2018年5月10日、アイエナジー）
- 沖田里緒と挿し呑み！（2018年5月10日、Mr.michiru）
- 日本最大の繁華街にある「老舗おっぱいパブ」では新人嬢がベテラン嬢から客を奪うために内緒でセックスさせてくれる。しかも生で。10（2018年5月10日、Mr.michiru）
- 「バレなきゃいいじゃない♪」妻の目を盗んで誘惑してくる嫁の友達とやっちゃった俺2（2018年5月24日、アキノリ）
- 逸材！！ ド素人の人妻は、従順発情ペット。りお るい まな（2018年5月25日、ビッグモーカル）
- 旦那の親友・・旦那の義兄に・・ 強引に濡らされた人妻 ～感じてしまってあなたごめんね～（2018年5月25日、ながえスタイル）
- NTRカップルナンパ（2018年6月1日、アートモード）
- マジックミラー壁チ○ポ号 シコってしゃぶって！彼女なら彼チン当ててみてゲーム（2018年6月7日、ROCKET）
- マジックミラー号 女子○生限定！豪華撮りおろし2タイトル収録8時間！田舎＆都会で見つけた制服美少女総勢15人全員SEX成功＆オール顔射スペシャル！（2018年6月7日、SODクリエイト）
- マジックナンパ！Vol.55 美人妻限定！！ナンパ生中出し in町田（2018年6月8日、プレステージ）
- 新人女性社員が面接官001（2018年6月15日、ゴーゴーズ）
- 絶対にしたくない相手とエッチしなくてはいけなくなって悔しさのあまり、歯を食いしばって感じるのを必死に我慢する女たちの意地と快感の間で揺れる数日間…（2018年6月19日、お夜食カンパニー）
- 濡れてテカってピッタリ密着 神スク水 沖田里緒 美少女から人妻まで可愛い女子のスクール水着姿をじっとりと堪能！着替え盗撮から始まり貧乳から巨乳にパイパン、ハミ毛、ジョリワキ等のフェチ接写やローションソーププレイやスク水ぶっかけに生中出し等を完全着衣で楽しむAV（2018年6月21日、親父の個撮）
- 婚活女子×PRESTIGE PREMIUM 01（2018年6月29日、プレステージ）
- 悪徳エロ医師盗撮37 ○○産婦人科セクハラ診察（2018年7月13日、カルマ）
- VRに夢中になっている制服美少女たちの胸チラパンチラ盗撮動画（2018年7月13日、カルマ）
- 某温泉ホテル宿泊客を睡眠薬で眠らせ撮った 人妻たちの寝取られイタズラ映像 40人5時間30分収録（2018年7月13日、カルマ）
- 性欲絶倫の体育会系女子だらけのシェアハウスに男はボク1人！ボクが入居したシェアハウスはヤリマン運動女子だらけのシェアハウスだった！貧弱なボクが体を鍛えようと新しく入居したのは、ジム施設のあるシェアハウスだったのですが、そこには肉体美を備えた女性だらけで…（2018年7月19日、Hunter）
- 『超敏感訳あり家出少女』全く自分の事は話さないが家出してきたのは間違いない…そしてエッチは全く嫌がらない…それどころか自分がテクニシャンになったのでは？と勘違いしてしまうほど、超敏感で何度イったかわからないほどイキまくり！！（2018年7月19日、お夜食カンパニー）
- 「乳首が感じる男性ってかわいい！」青春ど真ん中のJ○が人生初めてのすんごい乳首責めに挑戦！！乳首を触るだけで何度も勃起する絶倫チ○ポにJ○のパンツは染みまみれ！ずーっと乳首責め性交で連続膣絞り中出し！！（2018年7月20日、DOC）
- 夏休み 暑くてパンツ丸出しで寝ている妹。その汗ばんだ胸元や股間にソソられ思わず勃起！我慢も限界！！寝がえりを打つたびに食い込むメコスジに勃起チ○ポを擦りつけていると…パンツの上から半分入っちゃった！？（2018年8月1日、SOSORU×GARCON）
- 僕の家に宅配に来る地味だけど可愛い女性配達員 仕事中に口説いて脱がせて僕の自宅でAV DEBUT 秋奈ちゃん 19才（2018年8月1日、キチックス/妄想族）
- 爆濡れ立ち読み女子は挿入OK娘！足ピン立ち逆エビ反りでイキまくり！駅前の本屋でちょっとエッチな本を読んでいる学校帰りの立ち読み女子のパンツは実は濡れている！？スマホでこっそり確認してみたらパンツにシミが！少し触れただけでも何度も足ピン立ち逆エビ反りして…（2018年8月7日、Hunter）
- 第4回ノーパンスウェット染みたら負けよ電マ濡れ我慢対決（2018年8月13日、はじめ企画）
- 関東圏有名海水浴場 海の家更衣室水着着替えコインシャワー盗撮動画（2018年8月13日、カルマ）
- 会社訪問にやってきたリクスー就活女子を昏睡レイプしたデカチン人事担当者の記録動画（2018年8月13日、カルマ）
- 女子大生オンリー！ 都内某所 民泊女家主が盗撮！女子大生 お風呂上がり 無防備フルヌード隠撮 40人 5時間（2018年8月13日、カルマ）
- 一般男女モニタリングAV しごいてしゃぶってヌキまくり！！素人女子大生が無数に生えた壁ち○ぽの即ヌキに挑戦！ 2 フル勃起ち○ぽに囲まれ恥じらいながらもオマ○コが濡れてしまった女子大生はザーメンまみれでノンストップ射精SEX！総発射48発！（2018年8月19日、ディープス）
- 昼下がり町内会！若妻たちのちょっと危険でかなりHな王様ゲーム！！15 母の代理で参加した町内会の集まりでまさかの展開！若い時に王様ゲームをした事が無いという話で盛り上がった奥様方が急に「王様ゲームやりたい！」と言い出したんです。男はボクひとりしかいない…（2018年8月19日、Hunter）
- 想定外の3P！！仲の良い女友達が、終電に乗り遅れたからと、一緒に飲んでいた女友達を連れてボクの家にやって来た！！そして、ボクの家で飲みなおす事に！！丁度、ボクに紹介する予定の女の子だったらしく、飲んでいたら良い雰囲気に！！このままイケる！！と思ったら…（2018年8月19日、お夜食カンパニー）
- 外は灼熱の真夏日なのに部屋のエアコンが故障！？暑さに我慢できずスカートの奥のパンツに扇風機を当ててる‘無防備’な制服姿の女の子を見てたら…そりゃあ男なら、我慢できません！（2018年8月27日、MERCURY（マーキュリー））
- ラグジュTV×PRESTIGE PREMIUM 15 オトナのエロさここに極まる！美女達の本当の姿を余すところなく全部見せます！！（2018年8月31日、プレステージ）
- ロリびっち家政婦が僕の家にやって来るヤァヤァ！ 男の夢！1人暮らしの貴方の家に裏オプありの家事代行サービスをお届け！完全撮り下ろし4時間6名収録（2018年9月1日、キチックス/妄想族）
- 帰宅した旦那さんにバレないように素人妻の自宅にこっそり一泊（2018年9月6日、コスモス映像）
- マジックミラー号 アスリート女子大生が赤面！真剣！乳首相撲対決（2018年9月6日、ROCKET）
- 清楚な友達のお姉ちゃんがオナニー依存症！？潮吹きするほど激しいオナニーで何度も痙攣絶頂する姿を目撃し、バレて怒られると思いきや…「もっとイキたいの～！」と僕のチンポを貪りイキ潮SEX（2018年9月7日、プレステージ）
- 温泉旅館にアルバイトで来た地元の女子たちが無防備なスクール水着でウブ尻プリプリさせて風呂掃除をしているのを目撃してしまった！ボクが覗きながらフルボッキしているのもバレてしまい全員から順番に金玉からっぽになるまで襲われた！（2018年9月7日、h.m.p）
- S級美人女子ばっかりのクラスに男子はボク1人のハーレム状態！さらにちょっとヤンチャな女子たちが仕掛けるスカートめくりやジャージおろしがクラスで流行っていて、何もしなくても毎日のようにパンチラが拝めるんです！パンチラだけじゃありません！たまに可愛いおしりも…（2018年9月7日、Hunter）
- 美術講師撮影 制服美少女を眠らせて悪戯する動画（2018年9月13日、カルマ）
- と～ってもHなお姉さんOLのお色気ムンムン た～っぷり抜ける！誘惑妄想パンチラコレクション（2018年9月13日、カルマ）
- 衝撃流出！都内某有名大学病院内撮影 病室で犯される美人入院患者集団夜這いレイプ動画（2018年9月13日、カルマ）
- 某民泊宿で寝入ったスキに勝手に盗撮 女子大生たちの民泊イタズラビデオ 40人5時間40分収録！（2018年9月13日、カルマ）
- 部活帰りJ○をガチナンパ！！汗ばみ引き締まった10代のカラダはマジ敏感！恥じらいイキッぱ早漏J○にイってもやめないガン無視ピストン！キツキツおま○こに追撃中出しSEX！（2018年9月14日、プレステージ）
- 人妻不倫旅行×人妻湯恋旅行 collaboration＃16 Side.C（2018年9月14日、ゴーゴーズ）
- このコはそういうコトしない筈というお膳立てがシコみテンアゲ 沖田里緒（2018年9月14日、バルタン）
- 大手航空会社勤務の憧れの美脚キャビンアテンダント限定！「固定バイブモデル」に挑戦！制服撮影会でカメラに向かってハレンチなポーズを要求され濡れだした黒パンスト直履きおま○こにうねりの止まらないバイブを挿入！美貌・知性・品格溢れるCAが大勢の男性の前に放置… 2（2018年9月19日、ディープス）
- バツイチアラサー女子しかいないシェアハウスに男はボク1人だけ！2 彼女が欲しい！出会いを求めてボクが入居したシェアハウスは、バツイチのアラサー女子しかいないシェアハウスだった！しかし、離婚を経て恋愛にはまったく興味のない女子ばかり。しかし！しかし！…（2018年9月19日、Hunter）
- 手コキの達人～しつこ過ぎる手コキと集中乳首舐めによる集団ヌキ！変則型体位で変態達を同時に締め上げる～（2018年9月21日、SEX Agent/妄想族）
- 文京区にある女教師が通う整体セラピー治療院19（2018年10月1日、変態紳士倶楽部）
- 強風パンモロ Vol.35～カリスマチックレイヤー 暴風撮影会スペシャル～（2018年10月13日、学園舎）
- 関東近県 某市営第1体育館に侵入 地元お姉さんたちのトイレの聖水盗撮 3（2018年10月13日、カルマ）
- ディルドぶっ挿しながらのフェラ～膣穴にパンパンに収まったままだから、口の中だってパンパンにしたくなる～（2018年10月19日、SEX Agent/妄想族）
- 男と女の愛欲と情念 心に残る官能的エロ本（2018年10月25日、ながえスタイル）
- 男子禁制のCA独身寮は欲求不満の美人女子だらけで男はボク1人！田舎で暮らす義弟が都会のCAの姉の独身寮にコッソリ泊めてもらったら、あっさり他の住人に見つかってしまった！仕事が忙しくて性欲のはけ口がない独身CAさんたちは目の前のチ○ポにもう理性は限界！ひとつ…（2018年11月7日、Hunter）
- ビジネスホテルのマッサージ師の胸チラで股間が反応してしまった俺10（2018年11月8日、アキノリ）
- 背の小さい大学生の女の子の初めてのおちんちん大研究（2018年11月8日、アイエナジー）
- 某民泊マンションで女性オーナーによる 美人女子大生だけを狙った卑劣極まりない 脱衣所・シャワー盗撮 40人 5時間10分収録！（2018年11月13日、カルマ）
- 主人には内緒でお願いします。 私が男を誘う「ある方法」（2018年11月13日、ながえスタイル）
- 絶倫少年 美乳義妹連続中出し痴漢2～父親の再婚で突然できた美乳で美人な義理の妹を何度も何度も連続中出しで犯しまくる！～（2018年11月19日、アパッチ）
- おっぱいモミモミ！お尻スリスリ！女子●生限定！カラダを触った痴漢男を当てろ！痴漢したのは誰だ！？クイズ（2018年11月19日、ATOM）
- ドキュメンTV×PRESTIGE PREMIUM 家まで送ってイイですか？ 24 肉食系クレイジーガール⇒絶頂∞菜緒子さん看護師 泣いて絶頂！チ○コに狂った栃木のドMせいこさん栄養士 止まらぬエロ衝動！SとMの顔を持つ女ゆりなさんスーツの販売員（2018年11月23日、プレステージ）
- ディレクター昇格実技試験01（2018年11月23日、ゴーゴーズ）
- 隠撮主観 ささやき淫語と素股で優しく射精に導いてくれる美女たちに精子が枯れるまで絞り取られる。2（2018年12月1日、変態紳士倶楽部）
- 石橋渉のGハンターズ2（2018年12月1日、アートモード）
- 友達同士の女の子がTSFふたなり体験2（2018年12月6日、ROCKET）
- 固定バイブだるまさんが転んだ10（2018年12月13日、はじめ企画）
- スーパーヒロイン危機一髪！！Vol.75 ～脅迫！セーラーミント性下僕地獄～（2018年12月14日、GIGA）
- 彼氏と待ち合わせ中の素人お嬢さん限定！彼氏と電話しながらイタズラ我慢ゲームに挑戦して高額賞金ゲットしてみませんか？OL編（2018年12月19日、ATOM）
- 保健室に来た元気ハツラツ発育途中のローリータ部活女子がエロ目的で勤務している中年メタボおやじのマッド保健師の策略によってマッサージと称して全身を愛撫ほぐし！魔の手は遂にお股まで到達して執拗にマ○コ周りをイヤらしい手付きでマッサージ！（2018年12月19日、ぐりーんあっぷる）
- むちむちデカ尻 神ブルマ 沖田里緒 ロリ美少女から人妻、ぽっちゃり娘達にピチピチブルマ＆体操着を着せ、ハミパン、ムレムレワレメなど毛穴まで見えるほどの超ドアップ接写！さらに尻コキ、着衣お漏らし放尿やブルマぶっかけ、生中出し等ブルマ好きに送る完全着衣フェチAV（2018年12月20日、親父の個撮）

#### 2019年
- SUPER HEROINE アクションウォーズ24 ～宇宙特捜アミーVS女強襲ハンター～（2019年1月11日、GIGA）
- 唾液、飲んでくれますか？2 / 沖田里緒、市橋えりな、倉持ひろな（2019年1月15日、カリマンタン）
- 男の妄想が現実に！？勤務中の現役看護師が逆夜這い！！初めてのドキドキ体験に興奮しすぎてグリグリ騎乗位が止まらず何度もマジイキ連続生中出し！21発！（2019年1月18日、DOC）
- 万引き若妻バックヤード拘束輪姦2 万引きをした主婦を捕まえ、バックヤードに拘束して従業員全員で入れ替わり立ち替わり性的制裁を加えて犯しまくる！（2019年1月19日、アパッチ）
- 全て新作撮り下ろし！パンツ内大量射精痴漢6 被害者11人SP！色んな所で色んな女の子にパンツ内大量射精してきました！（2019年1月19日、アパッチ）
- 媚薬入りオイルマッサージでソソるイイ女が俺の物！！アルバイトで始めた自宅マッサージで媚薬入りオイルを使い縦スジマ○コをグショグショにさせて女の方から俺のチ○ポを欲しがるように感じさせまくる！今日も新鮮マ○コをいただきます！！（2019年1月24日、SOSORU×GARCON）
- 女の子が全裸で訪ねてくる新デリヘル！即尺＆即DKのスケベ過ぎる風俗で働く女の子はやっぱりすけべ！？素股中にこっそり生挿入しても受け入れる！時間内無制限発射を利用して何度も中出し！＋総集編2枚組480分！！未収録デリ嬢1名追加で計12人！！（2019年1月24日、Mr.michiru）
- ヤラれたがり女子校生～誘惑の生中出し4時間（2019年1月25日、ケイ・エム・プロデュース）
- 一緒の大学合格したら告白しようって思ってた片想いの幼馴染が、俺の親父に寝取られて知らない男達からも中出しされまくっていた。 沖田里緒（2019年1月25日、かぐや姫Pt/妄想族）
- 元祖 時間よ止まれ！パート3（2019年2月1日、V＆R PRODUCE）
- 突然のゲリラ豪雨で駐輪場で雨宿りしているずぶ濡れの同級生の透け透けの下着に興奮して、我慢できなくなったボクは何度もイキ続けるほどハードピストンでイカセ続け、最後は中出しまでしてしまいました。（2019年2月7日、アパッチ）
- 新入社員のおっぱい健康診断！！ マ○コ・アナルもくまなくセクハラ検査！（2019年2月8日、DOC）
- 痴漢プレイ待ち合わせ掲示板の現場 8（2019年2月12日、カリマンタン）
- 乳首めがけてハケが大回転！新兵器！クイズ！乳首ドリルタイムショック（2019年2月19日、ATOM）
- 素人なのにディルドオナニーで激しく感じちゃう一般人娘（2019年2月19日、かぐや姫Pt/妄想族）
- 就職活動で会社見学に来たソソる可愛い女子大生に上司たちがデレデレ！なので、ここはひとつ大人の社会の厳しさを教えてやろうと人気のない所でセクハラ！…しかし嫌がって泣き出しちゃうかと思いきや逆に僕のチ○ポを鷲掴み！！（2019年2月21日、SOSORU×GARCON）
- ギチギチ緊縛 猿轡を噛まされうめき声をあげる女達2（2019年3月7日、シネマジック）
- マゾ乳首収容所3（2019年3月8日、ケイ・エム・プロデュース）
- どっくんどっくん中出ししまくり続けた結果→（2019年3月8日、バルタン）
- がぶ飲み放尿小便！素人娘12人の新鮮おしっこを直で飲尿させていただきました（2019年3月19日、かぐや姫Pt/妄想族）
- 妹の友達女子○生と男はボク1人だけの王様ゲーム（2019年3月21日、アイエナジー）
- 大人たちにダマされ‘ハメ’られる制服女子たち 4時間（2019年3月22日、ケイ・エム・プロデュース）
- 生撮 レズビアン温泉旅行01（2019年3月29日、ゴーゴーズ）
- 『仕方ないな～パンツの上からだったら擦っても良いよ！』ヤリマン姉にパンズリさせてもらったら大量発射！ボクの姉は地元では有名なヤリマンで何人もセフレがいます。しかもみんな特にイケメンでもないし、ヤレれば誰でもいいみたいなんです！さすがはヤリマン！！これ…（2019年4月7日、Hunter）
- 素人娘のおしっこ図鑑 カメラ目掛けて大放尿する14人（2019年4月7日、かぐや姫Pt/妄想族）
- 起きてるとバレると何されるかわかんないから必死で気絶したフリしてる女にそうとは知らずいたずらして中出し2（2019年4月12日、ケイ・エム・プロデュース）
- 某民泊マンションで女性オーナーによる 美人女子大生だけを狙った卑劣極まりない 脱衣所・シャワー盗撮2 40人 5時間20分収録！（2019年4月13日、カルマ）
- 時短フェラ ～即尺/即ストローク/即発射、イキ急ぐ平成末期の現代人～（2019年4月19日、SEX Agent/妄想族）
- 嬲りレイプ File.03（2019年4月19日、MAD）
- 「お兄ちゃん！今日だけエッチな事教えてあげる！」ヤリマンの妹がボク専属のエッチ専門家庭教師に！？ネガティブ過ぎる童貞のボクには、明るくて優しいヤリマンの妹がいます。このままずっと童貞で何も良い事なんてない、と落ち込んでいると、そんなボクを見かねた妹から…（2019年4月19日、Hunter）
- ビバ！顔面騎乗椅子！ イスに擬態する男と座面からクンニでイキまくる女の子（2019年4月25日、アロマ企画）
- 株式会社ゴーゴーズAVメーカー的業務日報vol.07（2019年4月26日、ゴーゴーズ）
- 素人娘のおま●こ図鑑 じっくりおっぴろげ女性器コレクション12人（2019年5月7日、かぐや姫Pt/妄想族）
- 勤務女子 働く女性のイキ方 印刷会社勤務 里緒 26歳 沖田里緒（2019年5月9日、アキノリ）
- 妹とクラスメイトの女子○生5人と男はボク1人（2019年5月9日、アイエナジー）
- 仕事の出来そうな顔から→すっぴん幼顔に変貌！久々の姦通に絶頂赤らアへ顔でよがり狂う！（2019年5月9日、SODクリエイト）
- パンチラと足コキが両方楽しめるプレイ映像集（2019年5月13日、アロマ企画）
- 東京都渋谷区発 麻酔を悪用して昏睡状態にした制服美少女に悪戯する鬼畜エロ歯科医師の記録動画（2019年5月13日、カルマ）
- 制服美少女 誘惑妄想パンチラコレクション2（2019年5月13日、カルマ）
- 女盗撮師による超接近撮り 長野県 某温泉旅館お風呂場・脱衣所潜入 修学旅行女子●生＆女教師 W全裸盗撮 パート4（2019年5月13日、カルマ）
- 遠隔調教 スマホのタップが女体に連動 強制発情するマゾ牝達（2019年5月14日、カリマンタン）
- 可愛いソソる新人女子社員を会社で歓迎会！飲ませて一発と考えていたが…彼女は飲んだら大暴れの露出狂！！上司には、ため口で酷いこと言うし、玩具で自慰るし、とてもかなわないエロ女に豹変！皆が逃げる中、逃げ遅れた僕が彼女の性欲を全部受け止め腰が抜けるほど…（2019年5月23日、SOSORU×GARCON）
- 修学旅行先で女子○生を睡眠薬で眠らせ猥褻行為を繰り返す同級生の流出映像（2019年5月24日、青空ソフト）
- ブリーフの穴から引っ張り出した竿を喉奥に含んだまま亀頭を舌でかき混ぜ続ける最強に気持ちいいフェラチオ（2019年5月25日、アロマ企画）
- 夫がいる前なのに我慢できなかった妻たち・・ 背徳の『こらえ顔』（2019年5月25日、ながえスタイル）
- 朝までハシゴ酒×PRESTIGE PREMIUM 09 目黒駅周辺レイカ（28）最高月収1000万キャバ嬢 新大久保駅周辺ハルカ（23）超ヤリマン美容室受付 新宿三丁目駅周辺リオ（22）某ランジェリーメーカー社員 新宿三丁目駅周辺ミユキ（21）神ドMのアパレル店員（2019年5月31日、プレステージ）
- J●のムチムチした黒パンスト姿に発情してしまった俺2（2019年6月6日、アキノリ）
- DID 誘拐・監禁・着衣緊縛・猿轡 拘束され絶望するヒロインたち5（2019年6月7日、シネマジック）
- 素人娘のアナル図鑑2 呼吸をするようにヒクヒクと動く肛門をじっくり観察 おっぴろげアナルコレクション13人（2019年6月7日、かぐや姫Pt/妄想族）
- センズリ用 シコシコしながらじっくり見れるおま○ことアナル（2019年6月13日、アロマ企画）
- 東京都女子校内撮影 じゃれ合いおふざけエロ動画 男子の目線を気にせず無邪気にエロふざける制服美少女 Part.7（2019年6月13日、カルマ）
- 町内会の若妻の集まりで男はボク1人だけの王様ゲーム 4（2019年6月20日、アイエナジー）
- 神パンスト 沖田里緒 人妻や母、働く制服OL等やらしい熟女の美脚を包んだ生ナマしいパンストを完全着衣でムレた足裏からつま先を味わい尽くす！オナニーや顔騎や足コキ、時には中出し時にはお尻にコスってぶっかけとやりたい放題！（2019年6月20日、親父の個撮）
- 胸チラに気付かず働く美人店員（2019年7月11日、アキノリ）
- 見せつけ誘惑パンチラリズムで射精へと誘うエロい女の淫靡なささやき言葉責め（2019年7月13日、カルマ）
- 女子○生の日常は超大胆！ 彼氏とのイチャラブ青姦・放尿・オナニー（2019年7月25日、アキノリ）
- 常に性交ハーレムエステ3（2019年8月1日、アイエナジー）
- シールが取れたらおっぱいポロリ！アソコも丸見え！ボディシールでクイズタイム●学生（2019年8月7日、ATOM）
- 女上司の無防備なパンストにたまらず勃起！抑えられずにチ○ポをこすりつけたら糸をひくほど濡れていた…2（2019年8月9日、Z-MEN）
- スーパーヒロイン危機一髪！！Vol.79 美少女戦士 木崎ユリカ危機一髪！電磁人間アタック・ビギンズ 沖田里緒（2019年8月9日、GIGA）
- 関東圏大人気海水浴場潜入盗撮 秘密の中出しサービス潜入撮！ヤれる海の家！（2019年8月13日、カルマ）
- 海水浴場の海の家で着替える若い美女たちの高画質盗撮動画（2019年8月13日、カルマ）
- 偶然おしっこを目撃！！ 「なぁ、もう一回見せてくれないか？」 恥じらいながらも放尿してくれてさらにチンチンも舐めてくれた（2019年8月22日、アキノリ）
- 最初はクールだったおねえさんがセックスではっちゃける！ 相性抜群チ●ポでトロットロに感じてしまいアヘ顔晒してイキまくる！（2019年8月25日、ブロッコリー/妄想族）
- パパさん人気No.1の保母さんは実はこんなにエロかった！僕のバツイチ○ポにまたがって桃尻うちつけ肉壺ピストン！！2（2019年9月13日、Z-MEN）
- 制服美少女 誘惑妄想パンチラコレクション3（2019年9月13日、カルマ）
- ローアングルでベストアングル連発！！ じっくり仰ぎ見るパンチラ2 スリル満点！逆さ撮り編（2019年9月13日、アロマ企画）
- 突然のエッチな刺激に耐えて組み立てろ！ほろ酔い素人娘限定！遠隔操作固定バイブ フラフラブルブルドミノゲーム（2019年9月19日、ATOM）
- 教室内のブラ透け度200％で目のやり場に困る！登校中のゲリラ豪雨でズブ濡れになった女子たちはみんなブラ透け透け状態！その中に男はボク1人…（2019年9月19日、Hunter）
- 最新大人のオモチャを使ってみた イキながら必死で解説するレビュアー女子たち（2019年9月19日、タマネギ/妄想族）
- 妹がチ○ポ狂いになるまでの話 いつでもどこでも友達の前でもフェラをさせていたら、経験人数一人にもかかわらずとんでもない性欲モンスターに…（2019年9月19日、お夜食カンパニー）
- 義母のおかげでママ友と毎日エッチなことをしています。ひきこもりの息子の命令は絶対守る義母。…頭がおかしくなるほど息子のチ○ポでイキ狂うver（2019年10月7日、Hunter）
- 女子校内で超絶大な人気を誇っている姉のおかげで、そんな姉を慕う後輩と毎日エッチなことをしています。お嬢様校の姉は後輩から「お姉様」と…（2019年10月7日、Hunter）
- ニーハイ×ミニスカ女子にモテまくりでヤリまくり！！ボクが入った学校は昨年まで女子校で今年から共学になった！！中学時代は女子とは全く無縁…（2019年10月7日、Hunter）
- マンション型高級個室メンズエステのソソるオイルお姉さん 疲れを癒してもらおうと大枚はたいて人気のセラピストにお願いすると…並々ならぬ乳首攻めからの本番穴エステ！しかもスッキリした後に更に追撃ディープスロートで精子を一滴残らず吸い出され…（2019年10月10日、SOSORU×GARCON）
- コタツの中で内緒で悪戯 妹が可愛すぎて欲望を抑えきれない義兄は近親○姦生中出し 4時間SP（2019年10月10日、ブリット）
- 極薄パンティ越しおマ○コ触診ドクターの診察日記（2019年10月13日、アロマ企画）
- 関東圏某入浴施設潜入高画質盗撮 女風呂盗撮エロ動画（2019年10月13日、カルマ）
- 入院した病院は『ウルトラクールビズ！』ナースも先生もおへそ丸出し！パンチラしまくり！おっぱいも半分見えちゃってる超ミニミニ白衣でフル勃起…（2019年10月19日、ゴールデンタイム）
- 『私こんなスケベな女になっちゃった…幻滅した？？』幼馴染が超絶痙攣イキ狂い！！久しぶりに再会した幼馴染は見た目は以前と変わらず、いや前に…（2019年10月19日、Hunter）
- 電車内痴漢『再現』痴漢（2019年11月7日、アパッチ）
- ゲリラ豪雨メガネ女子●生下着透け痴漢（2019年11月7日、アパッチ）
- 父親が勝手に再婚して突然、義母が家にやってきていきなり母親ヅラしてきた！正直ウザい！！父親への点数稼ぎのつもりか、いつもボクを心配している…（2019年11月7日、お夜食カンパニー）
- HEROINE陥落倶楽部17 セーラーミント陥落調教 沖田里緒（2019年11月8日、GIGA）
- オフィスにパンチラパンコキ娘！！（2019年11月13日、アロマ企画）
- ヌルヌル！ズボッ！？と生挿入！？ノーパン素股人間ロデオ（2019年11月19日、ATOM）
- ザ・面接VOL.163 人前でオナニーしてこいと言われましてハイ、性的に飼われています（2019年11月22日、アテナ映像）
- ひらひら制服プリーツスカートの白綿パンチラ（2019年11月25日、アロマ企画）
- 一般男女ドキュメントAV 泥●パンストOLばかりを狙うタクシー運転手の悪どい介抱痴● 無抵抗な女たちを密かに犯し続けた記録〈コレクション〉（2019年12月19日、 ディープス ）
- 趣味サバゲの男前女子 責め好きなのに寸止めされまくって限界チ●ポ乞い…巨根にドハマりしトロトロ汗だくアクメ！（2019年12月25日、ブロッコリー/妄想族）

#### 2020年
- 強●入院病棟 ～退院させてくれない看護師たち～（2020年1月9日、アキノリ）
- 恋愛とかには興味なさそうなガードの固いボーイッシュ女子大生をデカチン爆ピストンで半泣きアクメに追い込んだ！（2020年1月24日、DOC）
- 女子○生 パンチラダンスvs全裸ダンス挑発2（2020年2月13日、アロマ企画）
- 優しくて清楚で規律正しいはずの看護士さんが職務中の早朝患者さんを誘ってメチャクチャ下品にいやらしく静かにセックスするのを医者である私は以前から知っている。（2020年2月14日、ケイ・エム・プロデュース）
- 男の夢が現実に！？『秘密にしてくれたら生でもいいよ！』神エロ美人ナースが逆夜●い！入院患者の溜まりまくった精子を生おま○こでこっそり中出し看護！（2020年2月28日、DOC）
- 黒パンスト女子社員の熱烈足コキ・顔騎 スカートを短くして、僕を誘惑してくる同僚にオロオロしていると、女子から抱きついてきてキスされた！大きくなったチ○ポを楽しそうにイジってきてパックリ喰べられちゃった！（2020年3月12日、SWITCH）
- 研修期間中の女性校医による思春期の男子校生への検診事情（2020年3月13日、ケイ・エム・プロデュース）
- 株式会社ゴーゴーズ新人女性社員大集合～入社希望の男性スタッフを面接します編～（2020年3月19日、ゴーゴーズブラック/妄想族）
- 「天使！？小悪魔！？」美人ナースさんは実は欲求不満！ 精子搾取キツマン騎乗位で僕のチ●ポをギュッと抱きしめ何度も何度もイカされまくった。2（2020年3月20日、DOC）
- おじチューバーと素人娘01（2020年4月1日、中嶋興業）
- 両親が旅行でいない一泊二日…突然出来た仲良し義理の妹二人に睡眠薬を●ませて犯しまくってやりました！反応がつまらないから媚薬を飲ませたら…（2020年4月7日、お夜食カンパニー）
- 罵倒でオナニーサポート 馬鹿にされるだけでチ○コしごけるなんてどんだけ変態なんだよ！！（2020年4月9日、アキノリ）
- 同棲中の彼女が旅行で留守の3日間、美人過ぎるパートの奥さんとバイトの休憩中に時短セックスしまくった。（2020年4月10日、Z-MEN）
- キャビンアテンダントのはじめて見る無防備なパンスト姿に大興奮！憧れの美脚ラインがエロすぎて着陸許可なく熱いのいっぱいブッカケちゃった！！3（2020年4月10日、Z-MEN）
- 高評価を得るために出前先でチ●ポ1000本以上咥えたフードデリバリー配達員あやちゃん 仕事中に口説いてガン突きまくったらイキ潮3L・痙攣イキして中出し懇願（2020年4月19日、キチックス/妄想族）
- 【実話】都内某所勤務のセクキャバ嬢のアフターサービスがもの凄いらしい 真宮あや（2020年4月25日、 SEX Agent/妄想族 ）
- 妻は元同僚たちの共同性処理玩具 幸せな生活を壊し始めた、清楚な妻の中に刻み込まれたドMの刻印 真宮あや（2020年4月25日、オーロラプロジェクト・アネックス）
- 素人街中ナンパAV 営業車で外回り中のデカ尻美人OLさん！仕事をサボって車内でセックスしませんか？運転でムレたOLマ○コに生中出し 合計8発（2020年5月7日、ディープス）
- 「私でいっぱい発射してくださいね！」「ダメ！私でいっぱい出して！」勃起しっぱなしのボクを見かねた天使のように優しい看護師さん達は実は単なる…（2020年5月7日、Hunter）
- 脚のニオイを嗅がせる女 オイ！こんなに臭いニオイでフル勃起すんのかよ？このド変態野郎！！（2020年5月8日、アキノリ）
- クラブギャル持ち帰り動画（2020年5月12日、MERCURY（マーキュリー））
- 強引に濡らされた人妻 ～あなた以外で感じてしまってごめんなさい～（2020年5月13日、ながえスタイル）
- 私欲の為にパパ活するガードのユルい高学歴女子大生に生中出し（2020年5月15日、ケイ・エム・プロデュース）
- 秘密を握った美人女性をリモコンバイブで奴●化！いつでもどこでも大量失禁！ある秘密を偶然知ってしまって以来、顔見知りの美人さんがボクの…（2020年5月19日、お夜食カンパニー）
- ヒロイン完コス陥落 ハイパーマミー 巨大化を封じられた女神（2020年5月22日、GIGA）
- しゃがんだお尻の穴の収縮とシワの本数までバッチリ分かるアナルひくひくオナニー2（2020年5月25日、アロマ企画）
- 普段はクールなのにセックスがドスケベすぎるOLさん。相性抜群チ●ポが良すぎてすっごいイチャラブセックスをしてしまう！（2020年5月25日、ブロッコリー/妄想族）
- 激カワGALと生ハメ顔射（2020年6月1日、バビロン/妄想族）
- 素人美BODYナンパ GET！！ No.213 脱いだら凄い パーフェクト神BODY編（2020年6月7日、桃太郎映像出版）
- リアル素人縁結び企画 憧れの同僚社員とデキるかな？ お節介すぎるほどお世話します！二人っきりにさせて生盗撮9（2020年6月10日、ホットエンターテイメント）
- 人妻ナンパ中出しイカセ31 南麻布編（2020年6月10日、ホットエンターテイメント）
- 真・時間が止まる腕時計パート17（2020年6月11日、ROCKET）
- 妹のオナニーを目撃した…（2020年6月20日、STAR PARADISE）
- 痴●師に満員電車の中で下着姿にされ見られる羞恥で抵抗できない敏感女3（2020年6月25日、ナチュラルハイ）
- スケベな音だけが10倍デカくなる？図書館（2020年6月25日、ROCKET）
- 可愛い妹達が、どうやら「誰がお兄ちゃんを一番に誘惑できるかゲーム」をしているようです！！両親不在の間におマセな妹達が次々と僕に襲いかかってきて何度も中出しした1日（2020年6月25日、h.m.p DORAMA）
- 村の伝統行事 お神輿女子クロロホルム オメェ大丈夫か？熱中症で倒れてたぞ…（2020年6月25日、 レッド ）
- ［本邦初公開］都内高級出張メンズエステ店で本番できるか盗撮カメラを仕掛けて実験してみた。※全員本番中出し成功 ※4名出演（2020年6月27日、MERCURY（マーキュリー））
- 万引きGメンの事件簿 万引き依存症の人妻たち… 「奥さん、お会計済んでませんよね？」（2020年7月7日、 東京スペシャル ）
- セックスより気持ちいい高○生の初めての口内射精 フェラチオ優等生15人 第2巻（2020年7月7日、桃太郎映像出版）
- 風俗嬢をしていると噂のソソるセクシーモテモテ女子社員と二人きりで残業！！するとドキドキしている俺を弄ぶかのようにパンチラで誘惑！それどころか胸までグイグイ押しつけてきて相談事があると話しかけてきた！？退社後風俗でアルバイトをしていると告られ…（2020年7月9日、SOSORU×GARCON）
- 家事代行サービスで派遣された美人スタッフが皿を割ったので本部にクレーム入れる代わりにヤラせてもらった中出しSEX「もうイッてるから お願い止めて…！！」と懇願されても止めない追撃ピストン（2020年7月10日、ケイ・エム・プロデュース）
- 最近、妻がご近所付き合いに一生懸命で…夫が部屋の中にいるのに、マンションの玄関、廊下で不倫するエロ妻（2020年7月20日、STAR PARADISE）
- 嫁の妹が田舎から上京してきた、しかも、妻が帰省中に…真宮あや（2020年7月20日、STAR PARADISE）
- ハﾟンツスーツの生保レテﾞィセクハラ枕営業をお願いしてみた（2020年7月20日、STAR PARADISE）
- ムッチムチで舐め回したくなるようなくそエロい女の子の脚でシコタマ抜ける動画（2020年7月24日、ケイ・エム・プロデュース）
- 堕とされた美人若女将 肢体に刻まれるドMの刻印 真宮あや（2020年7月25日、オーロラプロジェクト・アネックス）
- 作業マスクの下は… 工場勤務パートの奥さん脅迫！強●挿入！ 「あれぇ？作業着で気づかなかったけど…美人だしエロい身体してるじゃねぇか！」（2020年7月25日、 レッド ）
- 投稿動画 無敵キモオタの撮影会 鬼畜！シングルマザーを標的に！（2020年8月7日、 東京スペシャル ）
- スーパーヒロイン絶体絶命!!Vol.78 美少女戦士セーラーミント 絶望の戦い（2020年8月14日、GIGA）
- 人妻と本番がヤレる！！ 回春エステサロン（2020年8月14日、S級素人）
- ディルドオナニーで大絶頂する素人娘25人 彼氏のチ●ポより大きいですッッ！！5時間（2020年8月19日、かぐや姫Pt/妄想族）
- 唾液とローションが絡みつく粘着連続フェラチオ（2020年8月25日、 SEX Agent/妄想族 ）
- クソ教師の鬼畜コレクション 脅迫！昏●中出し映像 いつの間に…こんな、挿れられて…（2020年8月25日、 レッド ）
- 十字架磔（はりつけ）拘束（2020年9月7日、Hunter）
- 『ここまで来たら、もう誰でもいいからセックスしたい！』3年以上セックスしていないアラサー女子はほぼ処女返りで超キツマン！誰とでも良いから…（2020年9月7日、Hunter）
- 目の錯覚？マンションの外にタオル一枚の美女！？『えっ！？何でそんな格好？』『ごめんなさい…助けて下さい…』彼氏に部屋を追い出されたタオル…2（2020年9月7日、Hunter）
- 変態悪質医師 催●療法を受ける人妻達 「股間が熱い、えっ？さっきのは夢？」（2020年9月7日、 東京スペシャル ）
- 昼間から窓を開けたまま枕オナニーをしている隣の専業主婦と偶然目があったら…貴方ならどうする？（2020年9月10日、DANDY）
- キャンプ場で痴●師にローターを挿れられぴたぴたデニムを濡らして失禁イキする美尻女（2020年9月10日、ナチュラルハイ）
- 濡れてテカってピッタリ密着 神競泳水着 真宮あや ロリ可愛い女子の競泳水着姿をじっとりと堪能！着替え盗撮から始まり貧乳から巨乳にパイパン、ハミ毛、ジョリワキ等のフェチ接写やローションソーププレイや競泳水着ぶっかけ等を完全着衣で楽しむAV（2020年9月10日、親父の個撮）
- カワイイ女子○生とエッチするために僕は教師になったんだ！3 愛くるしい顔と、ピチピチスベスベで水も弾く肌に、発育中の微乳やまだまだ発育途中の巨乳のおっぱいに、ムチムチパツパツ揉みごたえ十分に成長したお尻を持つイマドキ女子○生とイチャイチャラブラブできる…（2020年9月10日、SWITCH）
- ＃激カワ交尾4生中2フェラ4（2020年9月12日、MERCURY（マーキュリー））
- 敏感オマ○コちゃん 美尻が自慢の人懐っこい元気系美少女女子大生とイチャラブハメ撮り＆チ○ポ漬け中出しセックス（2020年9月13日、うさぎ/妄想族）
- 自画撮り ヒクヒク敏感おま○こ ぬるぬるローション 白濁汁垂れ流しオナニー（2020年9月15日、プリモ）
- 制服に隠された女体 万引きをしてしまった警備員 「いい乳してるなぁ…尻もプリプリで…さぁ！身体で払ってもらおうか！」（2020年9月25日、レッド）
- 『ヤレるノート』そのノートにヤリたい女子の名前と生年月日を書きさえすればヤリたい女と絶対にヤレるという夢のノートが存在した！（2020年10月7日、Hunter）
- ソソる泥●高級キャバクラ嬢 若いキャバ嬢は忙しく家事などする時間が無いので、俺は家政夫として雇われ家事をすることになった。さすが夜の女性、エロそうで美人だ！でもバイトなのでソソる気持ちを押さえ掃除、洗濯、料理と頑張りました！…（2020年10月22日、SOSORU×GARCON）
- 無防備な女性ソロテント泊！ 寝袋拘束レ●プ むき出しの乳房と下半身！（2020年10月25日、 レッド ）
- 一般男女モニタリングAV 素人女子大生限定！恋人がいない大学生の男女はキスだけで恋に落ちて初対面の相手とSEXしてしまうのか？惹かれあった2人のキスまみれの完全プライベートSEXを大公開！！ 8 初めての生中出しスペシャル！！（2020年11月7日、ディープス）
- 「えっ！キスしてる？」「胸揉んでない？」女子同士で発情している現場を目撃したらチ○ポを求められる「生きててよかった！」奇跡の3P展開に！？（2020年11月7日、Hunter）
- 本当にあった全裸旅館18 ネットの評判を過剰に意識しすぎた結果、行き過ぎたおもてなしで男の欲望のすべてを満たしてくれるエロ過ぎる温泉旅館（2020年11月7日、ルビー）
- 美人すぎる！！パーソナルトレーナーAV出演裏バイト Vol.001（2020年11月13日、ケイ・エム・プロデュース）
- ラブホテルに男を呼んで性欲を満たしまくるセックス狂女子2人の汗だく3P記録（2020年11月13日、バルタン）
- 足裏にこすりつけて施術する至極のち○ぽ回春オイルエステ（2020年11月19日、AROMA）
- 職場で足フェチがバレてしまい女性部下の脚奴●として何度も射精させられる Vol.2（2020年11月19日、AROMA）
- ガチえろ素人個撮流出。 めっかわビッチのプライベートエロ動画 04（2020年11月20日、MAGIC）
- 終わらない杭打ちピストンフェラチオ2（2020年11月25日、SEX Agent/妄想族）
- 盗撮された肉体関係 人妻お持ち帰り脅迫！ 「この関係…旦那にバレたくないよなぁ」（2020年11月25日、レッド）
- フェラチオのお仕事にやってきた素人娘に予告なしの突然口内発射 1（2020年12月1日、OFFICE K’S）
- 女子に囲まれて男はボクひとり！？の王様ゲーム！！ 気が付けば妹のクラスメイトに全裸にされてしまったボクは…2（2020年12月10日、アイエナジー）
- マジックミラー号ハードボイルド 「制限時間中ずっと立っていられたら100万円」と声を掛けた黒パンスト人妻がマシンバイブでガニ股アクメ体験！1秒に19回のポルチオ刺激で立ったままイカされる人生初の快感に美脚を震わせ潮吹きガックガク痙攣絶頂！！（2020年12月10日、サディスティックヴィレッジ）
- 働く女子社員はとにかく絞められたい。Vol.001（2020年12月11日、ケイ・エム・プロデュース）
- 終電を逃した酔っ払った同僚とホテルで相部屋に…あまりの無防備な姿に我慢出来なくなって…Vol.004（2020年12月11日、S級素人）
- 黒パンストJ○ シースルーパンチラ×パンストビリビリ挑発オナニー（2020年12月13日、AROMA）
- 人妻育乳サロン 媚薬発狂イキ失禁オナニー盗撮（2020年12月15日、ロータス）
- こたつの中の無防備な下半身に我慢出来ずイタズラ！ 兄貴の彼女が痴女に変貌！ 背徳感に燃える中出し性交（2020年12月18日、プレステージ）
- キモロリコン客に猥褻淫行されるパパ活J●密着風呂（2020年12月18日、プレステージ）
- 料理、ヨガ、ゴルフなどを個人的に教えてくれる「大人の家庭教師」の無料講座に申し込んだら、若くて綺麗な先生が来て超ラッキー！（2020年12月19日、Hunter）
- 杭打ちピストン騎乗位5（2020年12月25日、AROMA）
- 鬼畜医師による定期検診 婦人会睡眠薬レ●プ 「私…寝ちゃい…えっ…」（2020年12月25日、レッド）
- 超・普通の女の子 自宅撮影・美乳・エチエチ・寝バック・足ピン・イカせまくり（2020年12月25日、ワンすこ/妄想族）

#### 2021年
- ぎゃる『メンズなんてマジ kiss 野外フェラ＆便所生フェラして、ご飯奢ってギャンブル代あげてればオケw』（2021年1月1日、バビロン/妄想族）
- 『お願いヤメて…ダメ…何してるの？』サークル仲間が酔い潰れて寝ている横で女友達に手を出して拒否されるもずっと責め続けたら嫌がりながらも…（2021年1月7日、Hunter）
- ラブホでバイトするフリーターに声かけ！童貞EDのオナニーサポートしてくれませんか？終日ラブホでSEX後の掃除をしていた女子のムラムラが爆発！！ 極潤れろちゅぱ密着愛撫でEDち●ぽを速攻で勃起させ、興奮抑えきれずに中出し懇願の濃密交尾で暴発不可避に！（2021年1月8日、プレステージ）
- やっと就職した僕を待ち受けていたのは酔うと寂しがり屋でキス魔のソソる先輩女子社員（2021年1月8日、SOSORU×GARCON）
- 妻がいる至近距離で平然とマッサージしながらこっそりチ○ポを挿入し腰振り騎乗位で中出しまでさせるエステティシャン3（2021年1月8日、ナチュラルハイ）
- ヒロイン討伐Vol.95 美少女戦士セーラーミント&セーラーネーブル 友情と絶望 （2021年1月8日、GIGA）
- 自暴自棄のメンヘラ女子と中出しセックス 真宮あや（2021年1月12日、ケー・トライブ）
- エロ黒元ヤン姐さんのEnamel Bondage FUCK 淫靡MAX！！NiceBondage（2021年1月12日、MERCURY（マーキュリー））
- 思わず勃起してしまう もろパン美少女 あや 真宮あや（2021年1月14日、フェチ眼）
- お母さんに素股してたら「あっ！カチコチ○ポが挿入っちゃった！」気持ち良いからそのまま生ハメ！（2021年1月15日、ロータス）
- 女子大学生寮 性欲処理をねっとり見続ける オナニー盗撮（2021年1月15日、プリモ）
- 『あッダメ！その角度は危ないよ！ねぇ～挿れようとしてない？？』義理の姉と素股していたらヌルヌルでズッぷし！結局生挿入＆生中出し！突然できた…（2021年1月19日、Hunter）
- 『私本当はすごいスケベなんです！』超エロい真面目女と情熱的な濃厚SEX！！とにかく我を忘れて開放的な濃厚なSEX！（2021年1月19日、Hunter）
- ※SSR級のド変態※露出実況中の女子●生を発見！驚愕のバイブオナニーで早熟淫乱確定！！勝利（なかだし）を手にするべくリアル凸したらまさかの展開に！？（2021年1月19日、山と空/妄想族）
- フェラ友ごっくん一泊二日デート 真宮あや（2021年1月19日、山と空/妄想族）
- カフェ娘連鎖痴● 営業中の店内でイキ堕ちた言いなり店員を利用する数珠つなぎ痴●計画（2021年1月21日、ナチュラルハイ）
- オスイキ-メスイキ追打連射 童貞ち●ぽを私色に染める親友の姉（イイ女） 真宮あや（2021年1月25日、ダスッ！）
- DMスマ即撮影 激レア生本番 渋谷-大宮-池袋 女子校生限定 スマホ縦撮りハメ動画（2021年1月27日、First Star）
- 美人妻差し出しサークル 弥生みづき/真宮あや（2021年2月4日、グローリークエスト）
- 女性限定！素人ナンパ！ 枢木あおいと気持ちいいことしませんか？全力体当たりレズビアンSEX！（2021年2月7日、ビビアン）
- ヘタレ兄をとことん痴女りまくるッ！ドスケベ妹のHOW TO SEX 真宮あや（2021年2月9日、ケー・トライブ）
- 流出！NTRドスケベ浮気妻 変態ハメ撮りコレクション！（2021年2月12日、ケイ・エム・プロデュース）
- 何でもしたげるギャル3人（2021年2月12日、MERCURY（マーキュリー））
- エロ医師たちの猥褻検診 盗撮おさわり診療室（2021年2月23日、カリマンタン）
- 「ヤバい！デカい！お願い、ちょっとだけでいいから舐めさせて！！」勃起したら最後、義姉に何度も頼み込まれ、パンツ越しデカチンもっこりフェラ！（2021年3月7日、Hunter）
- 優等生J○は全裸露出がお好き◆「誰かにバレたらどうしよう！？」と、放課後にセルフ露出する一部始終を見てしまった僕は…vol.4（2021年3月12日、プレステージ）
- 寿退社したはずの元同僚が風俗嬢になっていた！ ずっとヤリたかった職場の華にワンチャンタダ乗りSP！！（2021年3月12日、ケイ・エム・プロデュース）
- 生中出し巨乳制服美少女ワリキリ裏バイト Vol.001（2021年3月12日、S級素人）
- 自画撮り ホロ酔い鬼ヤバ性欲絶頂全力オナニー（2021年3月15日、プリモ）
- 笑顔のフェラチオ（2021年3月25日、アロマ企画）
- 「あなたに抱かれたいんです…」無垢な顔してセックスに貪欲 最高の不倫相手を探している人妻たち 14人4時間（2021年3月27日、ビッグモーカル）
- スーパーヒロインドミネーション淫辱 美少女戦士セーラーミント 蹂躙された緑の戦士（2021年4月9日、GIGA）
- 固定バイブだるまさんが転んだ20（2021年4月13日、はじめ企画）
- 人妻かたりかけ！膣クリ刺激まくり 愛液びちゃびちゃ絶頂オナニー（2021年4月15日、ロータス）
- ボクの目の前で憧れの先輩女子社員2人がまさかの濃厚キス＆イカせ合い！かと思ったらボクのイカせ合いに！会社の飲み会後、2人の先輩女子社員が…（2021年4月19日、Hunter）
- 下着メーカーに就職したら男はボク1人でまわりは神乳＆神尻の美人女子社員だらけ！さらにオフィスでは下着で仕事する女子社員の信じられない光景が…（2021年4月19日、Hunter）
- 隣に越してきた絶倫男を誘ってSEXしたら何度イッてもやめてくれないマシンガンピストンで後悔アクメさせられたエロ下着妻（2021年5月7日、ナチュラルハイ）
- 振動露出 リモバイの電池が切れるまで…36時間‘挿れっぱなし’イカセ旅行（2021年5月7日、SUN）
- 美女たちの足裏をふやけるまで舐めたい！IV 水着ギャル編（2021年5月7日、レイディックス）
- ズームイン！！アナル！ 超接写とオール尻発射（2021年5月7日、レイディックス）
- NTR制服少女 中出し10人5時間（2021年5月7日、かぐや姫Pt/妄想族）
- 素人妻ナンパEX 生中出し 5時間 平日昼間にセレブ妻とラブホ不倫SEX（2021年5月13日、椿鳳院）
- 「ねぇ～そんなに私とエッチしたいの…？別にいいけど…」義姉はとんでもない童貞喰い超絶倫清楚系ヤリマンビッチだった！突然出来た義姉は…（2021年5月19日、Hunter）
- 巨根ディルド装着して男みたいなオナニーにハマる女子たち（2021年5月19日、タマネギ/妄想族）
- 『もっと突いて！もっと激しく！お願い全部忘れさせて！』自暴自棄になった若妻が情熱的なセックスで快楽堕ち懇願！見知らぬ男とのセックスに溺れた日（2021年6月7日、Hunter）
- 兄嫁を家庭内ストーカー！我慢できずに危険日中出し13連発！はじめは嫌がっていた兄嫁も何度も何度も中出しし続けたら興奮しだして自ら中出し懇願！（2021年6月7日、Hunter）
- 妻が隣に居るのに…マッサージ中スカートで隠してチ○ポを插入されエステティシャンに中出し搾り取られても拒めない夫（2021年6月13日、椿鳳院）
- 「ねえダメ、声が出ちゃうよ！」人が来そうな場所で声を押し殺してのスリル満点ドキドキイチャラブSEX！今にも人が来そうな場所だからこそ、いつも（2021年6月19日、Hunter）
- 「触って慣れてみる？」些細なことで勃起してしまい普通に生活できないボクを心配した女子（家庭教師、義姉、幼馴染…）と過勃起克服訓練していたら…（2021年6月19日、Hunter）
- 終電がなくなったバイト先の後輩と自宅で飲み会。2 送別会終わりで明日から会えなくなると思うと我慢できず、少し強引に口説くボク。ダメと言いつつ（2021年6月19日、Hunter）
- ヒーロー陥落 ～正義の刃に散った美しきガーベラ～ 真宮あや（2021年6月25日、GIGA）
- ウチの息子性欲モンスターで困ってます…（2021年7月13日、ケイ・エム・プロデュース）
- 二画面フェラ～働く私、フェラする私、二面性のある私～（2021年7月25日、SEX Agent/妄想族）
- 『私とのエッチは練習だからノーカン！初めては彼女って事で…何度失敗しても良いから私の体で…』彼女とのエッチに失敗した童貞のボクに優しい義姉…（2021年8月7日、Hunter）
- ものすごい吸引音の乳首舐め（2021年8月19日、アロマ企画）
- ヤラレたらヤリ返す！『勘弁してくれもう無理！』『まだ全然足りないの！』イってもイってもイキ止まない超絶倫敏感早漏マ○コ義姉は超ヤリマン！（2021年8月19日、Hunter）
- 見てはいけない、そして勃起してはいけない、妹のオナニー姿を目撃してしまった…（2021年8月20日、STAR PARADISE）
- したたる唾液を観察するたっぷり指フェラ（2021年8月25日、SEX Agent/妄想族）
- 彼氏とはご無沙汰…セックスレスで欲求不満！ヤリマン系淫乱女子と初めてのオフパコ！（2021年8月25日、クリスタル映像）
- 「あ…、イク……ッ！！」 声を我慢できない女たち 思わず漏れる喘ぎ声 12人4時間（2021年8月28日、ビッグモーカル）
- Tシャツからビーチク浮き出てる男子に身体を密着させて乳首責め＆おヘソの所で硬くなってるチ○ポには太腿スリスリで迎撃！（2021年9月7日、アロマ企画）
- 甘え上手なブラコン妹の毎日誘惑セックス 真宮あや（2021年9月7日、ケー・トライブ）
- ロデオマシンディルド騎乗位（2021年9月21日、SEX Agent/妄想族）
- 美人秘書全身女体図鑑 第二号（2021年9月28日、アロマ企画）
- 性支配を受け入れる無抵抗な美少女たち（2021年9月28日、ホームルーム/妄想族）
- 叔父さんと姪っ子のラブラブ性交 真宮あや（2021年10月12日、ケー・トライブ）
- 妹がミニスカ生足エロエロ成長中で理性がぶっ飛びフル勃起！（2021年10月20日、STAR PARADISE）
- ガチでリアルに！！モデルさんの自前ナマ下着でパンチラ撮らせてもらいました（2021年10月26日、アロマ企画）
- 股縄DID着衣緊縛 ロープで縛られ苦しみ悶える女3（2021年11月9日、シネマジック）
- 【G1】美少女戦士セーラーミントVS絶倫怪人ヴァルドロン ～絶望のドミネーション淫辱～（2021年11月26日、GIGA）
- あなたごめんね 欲求不満な若妻さんは他人のチ●ポが大好物！ お食事の後はチ●ポですっきりしちゃいます！！（2021年12月28日、AV）

#### 2022年
- バイノーラルでイク 耳元で囁かれながら受けるジラし淫語フェザータッチ性感愛撫（2022年1月11日、アロマ企画）
- なめなめするのはお好きですか？～舐め好きによる舐め好きのための最高にきもちいいセックス～ 真宮あやな（2022年1月11日、バルタン）
- ヤバい盗撮 一人暮らし女子限定 アパート覗き 4部屋3時間18分（2022年1月11日、椿鳳院）
- 令和ベロ観察図鑑vol.4（2022年1月25日、SEX Agent/妄想族）
- 夫の横で痴●され腰をクネらせ発情した妻は自らチ○ポを求めて無言でイキまくる（2022年1月27日、ナチュラルハイ）
- 触手十字架地獄8 美少女戦士セーラーミント 触手怪人たちの恐怖（2022年1月28日、GIGA）
- 「平日はOLしてます」職場に居たら毎日シコり倒したい 見た目に対してエロさがレベチな彼女 真宮あやな（2022年2月4日、h.m.p）
- 暗がり主観映像でヌキやすい！突然現れた看護師の真夜中フェラチオ介助（2022年2月10日、DANDY）
- 上司を誘惑してくる黒パンスト女子大生！！内定を出した女子大生が研修中に黒パンストの半尻を見せつけて俺を誘惑してくる！思わずソソられまくり、業務説明をしながらこっそりセクハラしていると、勃起した俺の肉棒を擦りながら「勃ってますね…イヤラシい…」と更に誘惑…（2022年2月10日、SOSORU×GARCON）
- 素人さん、悪の組織からスカウト 悪堕ち&魔装（2022年2月11日、GIGA）
- 令和の裸観察図鑑vol.3（2022年2月22日、SEX Agent/妄想族）
- 「仕事できなくてもいいからチ○ポしゃぶらせて！」普段は厳しいのに男がボクだけになると…よだれを垂らして執拗にチ○ポを舐めまわすド淫乱女上司。（2022年2月22日、Hunter）
- AV監督はオイシイお仕事♪撮影前の面接全裸チェックの実態！！ 1980チェックの名の下クンニできるわ！フェラさせれるわ！生ハメ中出しやりたい放題 人気女優8人のAV面接風景VOL.3（2022年2月23日、西新宿マッサージ本舗）
- ガーターベルトのふともも×腿コキ5（2022年3月1日、アロマ企画）
- デリ妻ナンパまじかよ！？人妻デリヘル在籍の人気No.1嬢は「ってか挿れちゃおうよ◇」で最高の本番SEXが出来る！？（2022年3月4日、h.m.p）
- 【完全盗撮】風俗じゃないのに3ヶ月待ちで予約が取れないメンエス嬢の裏オプションがいやらし過ぎる…。（2022年3月4日、h.m.p）
- 美少女いもうと10人連続セックスVol.10 8時間2枚組（2022年3月8日、ケー・トライブ）
- 誰もが振り返る極上美女はおち●ぽ狂いの欲張りさん! 「ゴムなんて要らない」美尻ピストンじゅぼ生ハメで膣の中を精子で満たしちゃう! ?（2022年3月12日、First Star）
- 産後処女を奪われ一度イッたら長時間アクメで痙攣が止まらないイキッぱなしベビーカー妻9（2022年3月24日、ナチュラルハイ）
- 出張中に手違いで女上司とまさかの相部屋で飲み説教中 酔って無防備なノーブラ生乳が気になって仕方がない…。（2022年4月1日、h.m.p）
- 赴任先の学校の保護者会はセックスモンスターペアレントばかり！？保護者会にやって来たどの奥さんも旦那さんとセックスレスらしく超欲求不満で…（2022年4月12日、Hunter）
- 挿入しっぱなしノーピストンエステ 話題の予約困難なメンズエステはただのヌキ有りメンズエステだと思ったら、いきなり鼠径部マッサージからの…（2022年4月12日、Hunter）
- 「姉ちゃんどうしたの？」看護師の姉が10連続夜勤の禁欲生活で狂ってしまい目の前にチ○ポがあれば弟だろうと強引に挿入！（2022年4月12日、Hunter）
- いつもボクを見下している優秀だけど超性格の悪い姉のマ●コに媚薬チ●ポをブッ挿し制裁！初めは嫌がってた姉も感じ始めて大嫌いなボクで連続爆イキ（2022年4月26日、Hunter）
- 妹の身体にムラムラして抵抗されても無言でわいせつ「お兄ちゃん入れないでぇ～！」4時間（2022年4月26日、ケイ・エム・プロデュース）
- 玄関開けると突然のデカチン 隣人のAVが大音量で迷惑する人妻が強気に苦情を入れに行って見たモノは（2022年5月6日、h.m.p）
- 服従イラマで喉奥イキさせられた挙句受精中出しされた上品な家政婦（2022年5月24日、ケイ・エム・プロデュース）
- ソープマットでローションぬるぬる中出しファック ソープ嬢8名（2022年5月27日、MERCURY（マーキュリー））
- 令和の女子○○「パパ活」に励む 制服○女のリアルセックス（2022年6月12日、First Star）
- 電脳特捜インスペクターR 緊急事態発生！断たれた退路（2022年6月24日、GIGA）
- 「部屋から出てきて…お義母さんに出来ることなら何でもするから…」「じゃあ、コレ着てよ！」と引きこもりの息子が超セクシーな服を渡してきて…（2022年6月28日、Hunter）
- 熟れ具合バツグン！ぷるぷるムッチリした太腿に顔やち○ぽこすりつけてアツアツのザーメンぶっかけたい！（2022年6月28日、ケイ・エム・プロデュース）
- スーパーヒロイン絶体絶命!!Vol.88 ～美少女戦士セーラーミント 最後の戦い～（2022年7月8日、GIGA）
- 妹のオナニー見つけて襲撃した兄（2022年9月20日、STAR PARADISE）
- 美女ヘアヌード大図鑑 私服と下着と全裸姿（2022年10月7日、h.m.p）
- ぎゃる『メンズなんてマジ○○してればオケ』切抜き（2022年12月6日、バビロン/妄想族）
- 甘え上手な誘惑いもうと2 4時間（2022年12月13日、ケー・トライブ）
- 【中出し追跡24時】援●サポ活・出会い系犯罪…イマドキ女子の様々な闇に切り込む！（2022年12月30日、プレステージ）

#### 2023年
- 経験豊富な優しい素人人妻が最高の童貞筆おろし 14（2023年2月23日、アイエナジー）
- ここだけの話、脚や腿に特化した作品内のパンチラって結構ヌケると思う VOL.2（2023年2月28日、アロマ企画）
- やっぱり俺はオマエ（嫁）の妹とイチャイチャしたいんだ！！（2023年5月20日、ネクスト）
- 素人投稿！！私のオナニー見て下さい！！18人4時間（2023年5月23日、クリスタル映像）
- New Tale’s 新・テイルズ戦士 episode_02（2023年6月9日、GIGA）
- 「女将のエロいおもてなし最高！」「男なら一度は行くべき！」と、ある情報誌で有名になった山奥の温泉宿に行ってみた。そこで待ち受けていた過剰接待とは、想像を超えるエロ接待だった！！5（2023年9月23日、セブンエイト）
- パンツスーツの生保レディにセクハラ枕営業を仕掛けてみたら…（2023年10月20日、ネクスト）
- おま○こウズウズしてアナルまでヒクヒクしちゃう！！ 貴方を発射まで導く見せつけオマ○コとアナル（2023年10月24日、ケイ・エム・プロデュース）
- マル秘発掘プロジェクト キャバ嬢Get！有名女優のアフターSEX SPECIAL（2023年11月7日、マックスエー）

#### 2024年
- レベチなドスケベ女のガンギマリSEX20名8時間 2（2024年1月9日、クリスタル映像）
- スーパーヒロインレンジャーズ 追いつめられた4人の戦隊ヒロイン （前編）（2024年5月24日、ZENピクチャーズ）
- スーパーヒロインレンジャーズ 追いつめられた4人の戦隊ヒロイン （後編）（2024年6月28日、ZENピクチャーズ）
- 僕の勃起チ●ポで発情した近所のおばさん 7人340分（2024年9月24日、ケイ・エム・プロデュース）
- ZENピクチャーズ創立20周年記念作品 スーパーヒロイン大決戦 前編（2024年12月13日、ZENピクチャーズ）
- ZENピクチャーズ創立20周年記念作品 スーパーヒロイン大決戦 後編（2024年12月27日、ZENピクチャーズ）

#### 2025年
- 究極怪人開発計画VSスパンデクサー コスモエンジェル 九井スナオ（2025年2月28日、GIGA）
- HEROINEアクションピンチ 銀河バウンティーハンター・レニー（2025年6月13日、ZENピクチャーズ）

### アダルトVR

#### 2018年
- 【VR】ハズレ無しデリヘル 沖田里緒（2018年8月24日、CASANOVA）
- 【VR】劇的高画質 透けチャイナとスケ透けセーラー服で挑発的に誘惑「すっごい透けて興奮するでしょwテヘ」気分高揚してアソコは濡れ絶頂、体はエロモード全開！猛烈な腰ふりで絶頂8回イキ中出し 沖田里緒（2018年9月22日、ブイワンVR）
- 【VR】劇的高画質 酔っぱらうと敏感体質なJD 絶頂9回のセックス ろれつが回らない程の酔い甘え 触れられただけでビクビクと震え感じる大股開きでチ●ポを受け入れ中出し「みんなには内緒ですよ…w」禁断のキャンパスライフ 沖田里緒（2018年10月27日、ブイワンVR）

#### 2019年
- 【VR】鬼畜寮長 御法川五郎の女子寮盗撮監視性活 沖田里緒（2019年2月22日、ワープエンタテインメント）
- 【VR】この指でベロチュウしながらシゴいてあげる 沖田里緒（2019年2月27日、ワープエンタテインメント）
- 【VR】HQ高画質対応 射精へ導く最適解！チ〇ポを知り尽くした女の手淫（2019年3月8日、CASANOVA）
- 【VR】buz流様々なラブのカタチ（ハート）三連発！どこに居てもハメたくなっちゃう超激カワエロエロ女子とやりまくり！（2019年3月27日、VR buz）
- 【VR】HQ高画質対応 乱入！ハプニング個室ビデオ スペシャル2（2019年5月17日、CASANOVA）
- 【VR】メコスジVR（2019年9月30日、TMA）

#### 2020年
- 【VR】高画質「勉強中だから邪魔しないで」彼女をエッチな気分にさせてから…寸止めw「あぁん…なんでイカセてくれないの…イカせて…」ラブイチャSEX（2020年3月18日、TEPPAN VR）
- 【VR】土下座視点 「おい！辱められてんのに何シコってんだよ！」（2020年4月2日、プリモ@VR）
- 【VR】女子●生あやと只今同棲中 制服＆ブーツコスでヤリたい放題中出しSEX 真宮あや（2020年4月4日、ケイ・エム・プロデュース）
- 【VR】 彼女と一緒に行ったエステで隣で施術を受けている彼女がエステティシャンにNTRされていた！しかもそれを見てしまったボクもエステティシャンにNTRされてしまい、まさかのカップル同時NTR！（2020年4月17日、Hunter）
- 【VR】ひとりイラマチオ 真宮あや（2020年5月8日、CASANOVA）
- 【VR】風邪でダウンした幼なじみに座薬を入れてあげようとしたらあまりにも感じすぎるので我慢できずに 沖田里緒（2020年6月25日、爆脳VR）
- 【VR】都内某所隠れ家風俗「涎だらり」唾液飲ませ本ヘル 真宮あや（2020年6月27日、ケイ・エム・プロデュース）
- 【VR】 みなさん冒頭30秒、目を閉じた状態でご覧ください！「アンっアンっ気持ち良い！このまま中に出して欲しい！」「ちょっとダメ替わって！次、私の番！！」スパン！スパン！スパン！聞こえてくるやらしい音と女の子たちの喘ぎ声と気持ち良い下半身！目を覚したら…（2020年7月7日、お夜食カンパニー）
- 【VR】アメスクVR（2020年7月8日、ケイ・エム・プロデュース）
- 【VR】光沢競泳水着（2020年7月10日、ケイ・エム・プロデュース）
- 【VR】尻揉み（2020年7月11日、ケイ・エム・プロデュース）
- 【VR】常に腋とベロVR（2020年7月13日、ケイ・エム・プロデュース）
- 【VR】親は億万長者！！仲間は高学歴の将来超有望！！ 女子免疫0のボクら草食男子が肉食ヤリマンサークルに喰い荒らされるド痴女セックスVR（2020年9月2日、ワンズファクトリー）
- 【VR】同棲中、フェラチオ大好き彼女 射精しても射精しても彼女がずーっと求めてくる。 真宮あや（2020年9月28日、SODクリエイト）
- 【VR】コソコソナ・イ・ショダヨ！（2020年10月5日、爆脳VR）
- 【VR】【ぬるん】【とろん】【ぱちゃぱちゃ】ぬるテカおっぱいVR 美乳・巨乳・爆乳の8名勢ぞろいのおっぱいを見てストレスフリー！（2020年11月9日、SODクリエイト）
- 【VR】オナ焦らし！ 真宮あや（2020年11月27日、CASANOVA）
- 【VR】ラブホなう。しかも3P。弥生みづき/真宮あや。（2020年11月27日、CASANOVA）

#### 2021年
- 【VR】 超くすぐり激イキVR 激カワ女子をひたすらくすぐり！「ダメ！もうヤバイ！」と言われてもヤメません。女子が恥ずかしがる脇の下も徹底くすぐり！最初は笑顔。でも後半は悶絶！イキ果てる女10人！（2021年1月18日、メルティーラインVR）
- 【VR】結婚1週間前の幼なじみが泥●してボクにずっと好きだったと告白してキタっぁ！！ 真宮あや（2021年2月4日、ファンタジスタVR）
- 【VR】 そなたに時間を止める能力を授けよう！謎のストップウォッチで自由自在に時間を止めて、同級生も新任教師も保健の先生も好き放題のヤリ放題！！時間停止VR（2021年2月18日、Hunter）
- 【VR】セルフ射精管理VR～痴女的なフェラチオ手コキパイズリに耐えて至高のエクスタシーを味わいたい人へ～（2021年2月26日、CASANOVA）
- 【VR】濃厚べろキスで誘い寝取って中出しさせる痴女モンスターの性欲を止められず主導権を握られ…愛する妻も巻き込みどろっどろ泥沼3P（2021年3月2日、RADICAL-KMPVR-）
- 【VR】S級総勢16名の超フェチ図鑑！持ってけ総勢16人百科事典！vol.2 宮沢ちはる 辻井ほのか 弥生はづき 逢見リカ 夏原唯 優梨まいか 真宮あや 他超かわいい素人たちも大量放出！！（2021年3月25日、VR総研9課）
- 【VR】淫語でオナサポVR～射精を管理されたいM男向け！オナ指示痴女によるJOIスペシャル2～（2021年4月16日、CASANOVA）
- 【VR】 究極のバブみ体験VR！！巨乳保母さんも美人保母さんもみんなボクがひとりじめ！！（2021年4月28日、Hunter）
- 【VR】毎日違う女とSEXできる日替わり7日間ヤリまくり生活 全編撮り下ろし豪華長尺300分！ボクの部屋はみんなのヤリ部屋！ 友人たちが勝手に女を連れ込んでラブホ感覚でSEXした後、部屋代がわりにおこぼれもらってボクもちゃっかりSEX三昧！（2021年5月6日、SODクリエイト）
- 【VR】変態フェチセレクション ひょっとこフェラ（2021年5月26日、VR総研9課）
- 【VR】女子○生 フェチ図鑑VR 真宮あや（2021年7月4日、VR総研9課）
- 【VR】変態フェチセレクション エア天井特化騎乗位（2021年7月21日、VR総研9課）
- 【VR】超ラブホなう。（2021年7月23日、CASANOVA）
- 【VR】VR乳首舐め手コキHQ（2021年7月30日、レッド）
- 【VR】女子○生 フェチ図鑑VR 見せつけアナル vol.2（2021年8月8日、VR総研9課）
- 【VR】変態フェチセレクション おしっこぶっかけ vol.4（2021年8月22日、VR総研9課）
- 【VR】変態女体図鑑フェチVR顔中ペロンペロンの唾だらーんっのベッタベタ vol.5（2021年9月26日、VR総研9課）
- 【VR】変態女体図鑑フェチVRおしり揉みしだき 見せつけアナル vol.2（2021年10月31日、VR総研9課）

#### 2023年
- 【VR】変態女体図鑑フェチVR顔中ペロンペロンの唾だらーんっのベッタベタ フルバージョン完全版（2023年7月28日、VR総研9課）
- 【VR】変態フェチセレクション 23の愛あるアナルたち完全版（2023年9月8日、VR総研9課）

### 配信のみ
- 女の子が全裸で訪ねてくる新デリヘル！即尺＆即DKのスケベ過ぎる風俗で働く女の子はやっぱりすけべ！？素股中にこっそり生挿入しても受け入れる！時間内無制限発射を利用して何度も中出し！3（2018年7月26日、Mr.michiru）
- 必ずマ●コマッサージしてくる女性専門アカスリ店の盗●映像が流出（7）（2018年10月19日、パラダイステレビ）
- マ●コ100％！放送事故寸前！？全裸の女の子が濡れた秘部をおぼんで隠しながら生でイキまくり完全版（2019年1月25日、パラダイステレビ）
- 媚薬オイルマッサージ痴●盗撮＆中出し素人娘VOL.5超強力媚薬を配合したマッサージオイルを施術中に知らずに塗りこまれたオンナは、身体の火照りに驚き、チ○ポを欲しがる自分に戸惑い、垂れ出したマン汁に恥ずかしがりながらも生ハメ中出しまで欲してしまう！（2019年2月7日、西新宿マッサージ本舗）
- 幼稚園に子供を送った後のママさんは帰ってオナニーするに違いないのでナンパすれば結構ヤレる（2019年9月27日、パラダイステレビ）
- 木曜マン毛モロ出し美術館（2）完全版～恥ずかしがるシ●ウト美女の秘部をみんなでナマ鑑賞（2019年10月11日、パラダイステレビ）
- 自撮りエッチ 2りーちゃん（24）（2019年11月7日、GIRL’S CH）
- 突然出来た美人義妹との秘密の関係 親の居ぬ間にこっそりと…（2019年12月7日、パワークリエイト）
- 街頭シ●ウトナンパ「あなたの陰毛見せて下さい」（14）～ノリでSEXもお願い（2019年12月20日、パラダイステレビ）
- 激レア出勤祭り 生中出し女子○生制服リフレ 癒しのマッサージからの…（2019年12月26日、西新宿マッサージ本舗）
- ノーパン浴衣美女たちと生でしっぽりテレフォンSEX祭り♪完全版（2020年3月27日、パラダイステレビ）
- 人妻 里緒 和姦 夫の友人にもてあそばれて 沖田里緒（2020年6月1日、ながえスタイル）
- LINK～リンク～（2020年8月23日、エー・ビー・エンターテイメント）
- 教え子 7人目 あや（2020年8月26日、ディレクターズ）
- 妻がいる至近距離で寝取りエステ 平然とマッサージしながらこっそりチ○ポを挿入し腰振り騎乗位で中出しまでさせるムッツリスケベ美尻エステティシャン（2020年8月31日、ナチュラルハイ）
- 美人ニューハーフがかわいいシ●ウト娘をベロキスナンパ～女同士と安心させてトロけちゃったところでイチモツ挿入！（2020年9月11日、パラダイステレビ）
- リアル素人縁結び企画 憧れの同僚社員とデキるかな？ お節介すぎるほどお世話します！二人っきりにさせて生盗撮 宮本成美（23）（2020年11月20日、ホットエンターテイメント）
- 就職が決まってない女子大生をパラダイステレビがセクハラ面接（2）～内定欲しさにリクルートスーツを脱いじゃう女子も！？（2020年11月27日、パラダイステレビ）
- あや（30） 結婚4年目（2020年12月4日、サディスティックヴィレッジ）
- キャビンアテンダントのはじめて見る無防備なパンスト姿に大興奮！憧れの美脚ラインがエロすぎて着陸許可なく熱いのいっぱいブッカケちゃった！！9人に逆噴射SP（2021年1月30日、Z-MEN）
- 【配信専用】全裸カタログ Vol.4（2021年2月5日、プレステージ）
- チャレンジ！タイマー電マ あや 真宮あや（2021年2月13日、大洋図書）
- 明るく人見知りのない女は初対面でセクハラっぽい話をしてもノリよく話してくれて運が良ければいきなりヤれてしまうのか？説（2021年3月4日、むちゃぶりTV）
- AV監督はオイシイお仕事♪ 撮影前の面接全裸チェックの実態 チェックの名のもとクンニできるし、フェラさせれるし、生ハメ中出しまでやりたい放題！！ 人気女優8人のAV面接風景VOL.3（2021年4月8日、西新宿マッサージ本舗）
- ハメ撮りセックスフレンズVOL.15（2021年5月15日、ユープランニング）
- 【配信専用】ヤリマン系淫乱女子と初めてのオフパコ！ 真宮 あや 清楚なお姉さんは淫乱ビッチ！杭打ち騎乗位強●中出し！（2021年7月30日、クリスタル映像）
- ガチ口説き・熟女編I（2021年12月24日、パラダイステレビ）
- 《ハイセンス女子のセックス映像！！ Vol.10》 【エロボディ美女6人SP】 とにかくエロすぎるボディがSEXアピールとしか思えない！！全員抱きたいと思えるエロボディ美女とヤリまくる！！絶品のカラダを堪能しながら本気になってイキまくる絡み合い406分！！（2022年1月28日、S級素人）
- 恋愛マスター向理来の男女モニタリング研究part1 出会ったばかりの男女が会話もせずキスだけで恋に落ちてしまうのか？！（2022年3月10日、ムラっch）
- チ○ポ食い報告書「この男、犯しました☆」清楚系ビッチがイキったナンパチ○ポを逆捕食しちゃいました！（2022年4月21日、ムラっch）
- カラコン女子。Ultimate01（2022年5月2日、カラコン女子。Ultimate）
- 素人人妻インタビュー File No.001（2022年11月26日、ルビー）
- 仕事中にハメ撮り撮ってるエロ過ぎ不動産OLサチコ（24） スーツ姿のまま嬉しそうにチンポを激しくしゃぶるスケベOLに中出しイチャイチャSEX（2023年1月6日、ハメドリネットワークSecondEdition）
- チャレンジ！タイマー電マ あや せな（2023年1月21日、大洋図書）
- エロかわ素人娘にキュンキュン！！キュン越えギュン越えの美少女！！ノリノリハメ撮り！！ あやちゃん/ともかちゃん/ゆきのちゃん（2023年7月22日、いきなりエロざんまい）
- 素人追跡中出しSEX 様々な事情を抱えたワケアリ素人を交渉してハメまくった記録（2023年9月21日、素人Pro）
- 沖田里緒 コスプレリフレで秘密のサービスH（2024年12月3日、切り売りのおかず屋さん）
- 沖田里緒 魔法のオイルで快感マッサージ（2025年1月6日、切り売りのおかず屋さん）
- 片想いの幼馴染が、俺の親父に寝取られ中出し 沖田里緒（2025年1月24日、ハイライト）
- 真宮あや AV面接 キャスティング前の全裸チェックや感度チェック（2025年7月1日、切り売りのおかず屋さん）

### web配信

#### FANZA
- りお（2018年1月31日、AV初心者）
- りえ（2018年2月28日、エチケット）
- 里緒（2018年5月16日、人妻空蝉橋）
- りお（2018年8月18日、はめチャンネル）
- 里緒（2018年10月18日、木曜日更新！ AKNR素人ちゃんねる）
- 谷川架純（2018年11月18日、舞ワイフ）
- りお（2018年11月23日、夢中企画）
- 里緒（2018年11月24日、俺の素人）
- よしおかかえで（2019年1月11日、しろうとまんまん）
- アヤノ（2019年2月1日、しろうとまんまん）
- りお（2019年7月29日、％OFF）
- おきたせんせい（2019年8月31日、％OFF）
- あや（2020年1月22日、しろうとまんまん）
- あや（2020年2月26日、しろうとプライム）
- まみや（2020年2月26日、しろうとまんまん）
- あや（2020年3月26日、シロウトFLIX）
- あや（2020年4月21日、港区女子）
- あやちゃん（2020年4月24日、ワンチャンすこすこ.com）
- あや（2020年4月25日、やり狂う！スケベなセフレ達）
- まみやさん（2020年5月12日、％OFF）
- あや（2020年5月19日、％OFF）
- あやちゃん（2020年5月28日、俺の素人）
- あやさん 2（2020年5月30日、俺の素人）
- あや（2020年8月9日、P-WIFE）
- AYA（2020年10月19日、俺の素人）
- あや 2（2020年10月22日、P-WIFE）
- あやちゃん（2020年10月23日、さんじのおかず）
- 真宮さん（2020年10月29日、俺の素人）
- AYA 2（2020年10月29日、俺の素人）
- あや（2020年11月6日、素人こねくしょん）
- あや（2020年12月4日、素人こねくしょん）
- 真嶋彩（2020年12月31日、恋する花嫁）
- AYA（2021年1月22日、俺の素人）
- あや 2（2021年2月19日、素人こねくしょん）
- あや（2021年2月25日、アイドリ）
- あや（2021年3月19日、シロパコ）
- あや（2021年3月19日、イケイケお姉さん）
- あや 2（2021年4月16日、イケイケお姉さん）
- あや（2021年4月30日、フライデー）
- さや（2021年5月2日、ION ヨアソビ）
- あや（2021年5月12日、素人おまん娘）
- あや（2021年6月25日、パコられ美少女）
- サチコ（2021年7月12日、ハメドリネットワークSecondEdition）
- さな＆あや（2021年8月11日、P-WIFE）
- あーや（2021年9月15日、G-AREA）
- リオ（2021年10月8日、鉄人2号さん）
- つばさ（2021年12月2日、黒船提督）
- あや（2022年3月6日、J●調査隊 チームK）
- かえで（2022年4月17日、しろうとエチチ.ch）
- リオ 2（2022年6月17日、鉄人2号さん）
- 子宮ちゃん（2022年12月11日、まんまんランド）
- あやな（2023年1月20日、白完素人）
- あや（2023年1月27日、シロウト急便）
- あやな 2（2023年7月22日、白完素人）
- あやな 3（2023年10月11日、白完素人）

#### MGS
- 【初撮り】ネットでAV応募→AV体験撮影 454（2017年10月6日、シロウトTV）
- 婚活女子02:この生々しいエロさは見ないとわからない！！花屋(販売員) 沖田里緒 24歳。出会いを求めて婚活パーティーに来る様なオンナは即ち、求めてるんです！！躰も(チ●コを)！！！そんな将来を焦り出したふわふわマ●コに安定した男を差し出せば、即日ホテルでハメ倒しのやりたい放題！！！何度も言うが、生々し過ぎる素人の極エロ素セックスは、本編を見ないとわからない！！！（2017年10月28日、prestigepremium）
- ラグジュTV 869（2017年12月12日、ラグジュTV）
- マジ軟派、初撮。 1068（2018年4月12日、ナンパTV）
- 家まで送ってイイですか？ case.98 飲み会で鼠径部(そけいぶ)を刺激！男を落とす性悪メソッド！⇒夏はサーフィン、ウェイクボード、冬はスノボ、陶芸、多趣味なアクティブ女子！⇒止まらぬエロ衝動！右手に酒、左手にち○こ⇒毎夜飲み会で男を落とす！⇒涙目必死…男を見つめ「今日はダメ」と股間を刺激！⇒絶対にイカせない寸止めSの顔⇒触られたら即イキ痙攣感度100%Mの顔⇒父との確執！父を殺そうと思ったあの日の私（2018年5月18日、ドキュメンTV）
- 里緒（2018年6月4日、人妻空蝉橋）
- 谷川架純（2018年9月1日、舞ワイフ）
- 60秒毎にイキまくる女！！！ランジェリーメーカーで企画開発に携わり、社内で新作&試作品のモニターモデルもこなすスタイル抜群のシティ派OL！！！ハイセンスな下着の中身は感度抜群で、なんと！！！60秒に1回は絶頂してしまうイキ狂いの神マ●コ！！！そんでもってドM！！！朝日が差し込むホテルで何度もビクビクイキ狂う彼女の悶えっぷりは、ヘビロテ確定の取れ高だった件！！！：朝までハシゴ酒 30 in新宿三丁目（2018年10月12日、prestigepremium）
- 里緒 28歳 （2018年10月18日、木曜日更新！ＡＫＮＲ素人ちゃんねる ）
- よしおかかえで(25)（2019年1月4日、しろうとまんまん）
- アヤノ(23)（2019年1月25日、しろうとまんまん）
- お小遣いに惹かれ応募して来た素人女たち 里緒 （2019年9月5日、俺の素人 ）
- 経験回数なんと1回！ウブなボクっ娘に生中出し3連続！！女の悦びを教え込みます。（2020年1月15日、しろうとまんまん）
- 【痴女】地味なナースは患者食いの常習犯！今日もこっそり真夜中の回診です【眼鏡】（2020年2月19日、しろうとまんまん）
- ノーパン浴衣美女たちと生でしっぽりテレフォンSEX祭り♪完全版（2020年3月30日、パラダイステレビ）
- あや(23) （2020年4月7日、シロウトFLIX）
- あやちゃん（2020年4月19日、ワンチャンすこすこ.com ）
- あや(24) （2020年5月16日、港区女子 ）
- まみやさん(27)（2020年6月7日、%OFF）
- あや(27) （2020年6月14日、%OFF）
- あやちゃん（2020年7月23日、俺の素人）
- あやさん （2020年7月24日、俺の素人）
- あや （2020年8月12日、やり狂う！スケベなセフレ達）
- 燃え上がる不貞性交！？艶々ヤンデレ美女のご奉仕の嵐！！目指すは二番目の女から脱却からの昼間のデート！！即ホ！！即尺！！即挿入！！3即からの濃厚ナマ出し！！痙攣ヒクヒク生マンっはやっぱりオナホ要員か…！？/ラブホドキュメンタリー休憩2時間/77 （2020年9月4日、prestigepremium ）
- 妻がいる至近距離で寝取りエステ 平然とマッサージしながらこっそりチ○ポを挿入し腰振り騎乗位で中出しまでさせるムッツリスケベ美尻エステティシャン（2020年9月6日、NATURAL HIGH ）
- パパ活ロリカワJ●は密着風呂でキモ～イおじさんチ●ポで喉マ●コをガツガツ責められ超絶イヤそうな顔をしていたのにおじさんの凄テクにマン汁溢れまくり！イキまくり！最後は世間知らずの生意気J●に孕ませザーメンたっぷり注入してあげました （2020年10月30日、素人こねくしょん）
- 【ラブホ受付女子】おっとり雰囲気のお姉さんが懸命に童貞EDチ●ポを応援！完勃起したチ●ポにご褒美SEX！【オナサポ】（2020年11月27日、素人こねくしょん）
- AYA （2021年1月10日、俺の素人 ）
- まさかの露出狂J●を発見！！地元で有名な進学校J●のアブノーマル癖を目の当たりにした僕は我慢出来ずに凸！早熟マ●コに青姦チ●ポで生ハメさせて頂きましたww （2021年2月12日、素人こねくしょん ）
- AYA （2021年2月20日、俺の素人 ）
- AYA （2021年2月24日、俺の素人 ）
- 真宮さん （2021年2月27日、俺の素人 ）
- イケイケお姉さん#01 あや 日焼け肌に金髪 こう見えてじつは結構ドM 3P中出しセックス。（2021年3月28日、イケイケお姉さん）
- スマホハメ撮り！制服の女の子がスケベすぎて金玉からっぽ【個人撮影】 （2021年3月30日、シロパコ）
- 《個人撮影》二か国共同アイドル・オーディション番組 1次審査後の枕接待映像が流出（2021年4月30日、フライデー）
- 無垢な制服女子を緊縛し●●SEXでイカせろ！ ＃綾 ＃18歳（2021年6月11日、HAPPY FISH）
- 欲求不満の新婚妻が街頭ナンパで即中出し姦 あやさん26歳（2021年7月4日、東京不倫）
- 仕事中にハメ撮り撮ってるエロ過ぎ不動産OLサチコ(24) スーツ姿のまま嬉しそうにチンポを激しくしゃぶるスケベOLに中出しイチャイチャSEX（2021年7月12日、ハメドリネットワーク2nd）
- 【中出し追跡24時】経験人数40以上！？天性のヤリマン登場！！一度喰らいついたら中出しするまで離さない百戦錬磨の沼マ●コ！！【case:02/クラブ街の闇】（2021年9月2日、黒船）
- あーや（2021年11月24日、G-AREA）
- デリヘル嬢 DカップOL あやな嬢（2022年4月6日、エロカリ）
- 完全盗撮 メンエス嬢の裏サービス アリス&あやな（2022年5月4日、0）
- 出張中に手違いで女上司とまさかの相部屋で○み説教中 2組収録（2022年6月13日、エロカリ）
- 玄関開けると突然のデカチン 隣人のAVが大音量で迷惑する人妻が強気に苦情を入れに行って見たモノは PART1（2022年7月30日、エロカリ）
- 身体の相性抜群な芸能学校へ通うJ○セフレとのハメ撮りSEX晒しますｗｗ（2022年9月11日、まんまんランド）
- しおり（2022年10月25日、ladyhunter）
- クラブにいたビッチギャルを持ち帰りハメ撮り（2023年1月20日、白完素人）
- あや（2023年1月27日、シロウト急便）
- ドM変態ギャルと拘束スパンキングSEX（2023年7月22日、白完素人）
- 美乳ギャルといちゃいちゃハメ撮り（2023年10月17日、白完素人）

#### FC2
- 【♀個人撮影】みちよ２4才① 発情犬☆激カワ銀行窓口嬢がアナルほじられ性欲剥き出し！欲望の赴くままケツ振るサカったメス犬SEXで膣奥にチンポ刺さって痺れ・深イキ・痙攣アクメ！【素人動画】（2018年6月29日、大塚ナルト）
- 【♀個人撮影】みちよ２4才② 発情犬☆目の前でラス1コンドーム捨てたら生でヤらせてくれた銀行窓口嬢・ペニス欲しさにガニ股開いてマン汁垂らす変態女の膣奥を生チンポで突きまくりガクブル痙攣イキする子宮口（2018年7月6日、大塚ナルト）
- オリジナル個人撮影　奈津さん保母24歳オチン〇大好きハメ動画（ZIPファイル付）（2018年7月21日、第三営業部）
- オリジナル個人撮影　奈津さん保母24歳足コキ/ハメ動画（ZIPファイル付）（2018年7月27日、第三営業部）
- 里緒（2018年12月14日、人妻空蝉橋）
- 【個人撮影】高速ベロベロ発動！舌使いが神な素人JDのノーハンドフェラで口内射精！（2019年5月28日、金沢の漢）
- 【個人撮影】イクイク連発！痙攣アクメが止まらない超早漏な素人JDを無許可中出しハメ撮り！（2019年6月5日、金沢の漢）
- 【個人撮影】爆音バキューム炸裂！小悪魔JDの超吸引ノーハンドフェラにたまらず口内射精！（2019年6月15日、金沢の漢）
- ［ライブハウスチカン］モデル級ボディのタイトミニギャルバンギャ×透けP美尻に極太ディルドネジ込み×トイレナマ中出し（2019年12月27日、どぶめたる）
- ラブリーポップス　入り乱れるパンツ！罰ゲームもあるよ！ツイスターゲーム（2020年1月2日、LOVEPOP.NET）
- ラブリーポップス　制服姿で全員参加！！野球拳（2020年1月16日、LOVEPOP.NET）
- ラブリーポップス　全員で私服からステージ衣装へ♪着替え（2020年2月7日、LOVEPOP.NET）
- 【お試し版】仕事中にハメ撮り撮ってるエロ過ぎ不動産OLサチコ(24)　スーツ姿のまま嬉しそうにチンポを激しくしゃぶるスケベOL【素人流出】（2020年4月14日、【超】スタミナ二郎 増し増し）
- 仕事中にハメ撮り撮ってるエロ過ぎ不動産OLサチコ(24)完全版　スーツ姿のまま嬉しそうにチンポを激しくしゃぶるスケベOLに中出しイチャイチャSEX【素人流出】（2020年4月14日、スタミナ二郎）
- 【チンしゃぶ実況３人】アナウンス学校に通う女子アナの卵たち。未来の“朝の顔”がデカチンに吸い付く貴重映像！上品な言葉を話すお口でジュボジュボ淫語実況を繰り広げるフェラチオ公開【口内射精】【ハーレム】（2020年6月16日、シャク八郎）
- 《個人撮影》二か国共同アイドル・オーディション番組　１次審査後の枕接待映像が流出（2020年8月28日、ロジャースAPS）
- あやちゃん♥オナニー鑑賞　メイドコスでフェラ＆乳首舐め手コキ【個人撮影】（2020年9月18日、かずまっちょの小部屋）
- あや PWIFE-667（2020年10月9日、PWIFE）
- 【J〇露出】自撮り露出中のJ〇に凸してみた／全身性感帯の超早漏マ〇コに28絶頂2発射【個撮】（2020年10月10日、あうとどあ仙人1号）
- テニスサークルの女(真宮あや)（2020年10月12日、まるかつ＠AV監督）
- 【手コＫＩＮＧ】亜弥(24)【個撮】1年ぶりに連絡がきた女友達を部屋に連れ込みなだれ込みSEX。手コキと腰つきヤバすぎエロすぎスレンダーボディ＆プリケツ突きまくり中出し【蔵出し特典有】（2020年11月6日、錦糸町ハメ撮りサークル）
- 【フェラ露出】全身性感帯アパレル店員25歳／SA・トイレ羞恥露出／3つ折れ舌でエグフェラ大量ザーメン3発射【個撮】（2020年11月6日、あうとどあ仙人1号）
- 【大量5発射】キスだけで濡れる早漏体質脳イキ女王 アパレル店員25歳／露天風呂SEX／壮絶24回絶頂【個撮】（2020年11月7日、あうとどあ仙人1号）
- あや PWIFE-686（2020年11月27日、PWIFE）
- ＃46あや　可愛くてスタイルと濡れマンコがえぐいラムに中出しと顔射の2セックス。【個人撮影】【はめ撮り】【高画質】（2020年12月4日、イチャラブヘイタ）
- イケイケお姉さん＃01　あや　日焼け肌に金髪　こう見えてじつは結構ドM 3P中出しセックス。【個人撮影】【高画質】（2021年2月6日、つゆだくだく）
- スマホハメ撮り♥制服の女の子がスケベすぎて金玉からっぽ【個人撮影】（2021年2月23日、えちえち動画）
- 【素人・個撮】21歳　美脚のOL　Hなセーラー服姿を公開！！初Y〇uTuber撮影会に参加♡うっすらマン毛見えるパンチラをじっくり観察♡頬を赤らめ「ｱ…そこ、ダメです…♡」（2021年3月28日、ぴえんちゃん）
- 【素人・2本目】童顔かわいい♡スリムOL21歳　美乳・美尻晒してY〇uTuber撮影会に参加♡ナースコスプレでおじさんチンポを咥え込む（2021年4月4日、ぴえんちゃん）
- イケイケお姉さん＃07あやさん オリジナル104枚☆ZIP有（2021年5月28日、写真家ノリユキ）
- 【●宮あや】ベロチュウ！完全プライベート流出！いちゃえろセックス（2021年5月29日、ひみつのやまとちゃん）
- 【乱交×羞恥×屈辱】激しめプレイで失神寸前⁉アクロバティック体位による絶叫イキ‼（2021年6月18日、色黒オタク）
- 【●宮あや】ベロチュウ！完全プライベート流出！ブルマでるいちゃえろセックス（2021年7月3日、ひみつのやまとちゃん）
- 感度良すぎてイグッイグッ絶頂！スレンダーDカップのアパレル系キャリアウーマンと生中セックス（長編）（2021年8月14日、ひもくん）
- ハメドリアン　ハメ撮り流出ファイル００4　あやな（２2）　ペットショップ勤務（2021年8月29日、ハメドリアンNEXT）
- さな＆あや　PWIFE-763（2021年9月17日、PWIFE）
- 【手コＫＩＮＧ】亜弥(24)【個撮】1年ぶりに連絡がきた女友達を部屋に連れ込みなだれ込みSEX。手コキと腰つきヤバすぎエロすぎスレンダーボディ＆プリケツ突きまくり中出し【蔵出し特（2022年3月3日、シン錦糸町ハメ撮りサークル）
- 尻射 精子と愛液で濡れるケツ穴　真宮あや（2022年5月9日、【地下生】発禁裏ファイル・デブ熟女、リアル処女、ニューハーフ、ゲ）
- 【素人】百戦錬磨のヤリマン女子。ギュウギュウに締め付ける絶品マンコに中出し。（2022年5月16日、サルガッソー）
- まだ姉と関係が続いていた時の動画。すぐ消します。（2022年6月16日、ジェイソンハメイサム）
- 【数量限定】色白人妻美女。欲求不満を全解消する猛烈SEX。（2022年6月17日、カンパニー長田）
- 【フェラ】恥じらう美女が淫乱に変身　生中出しで種付けセックス　※数量限定（2022年6月18日、カンパニー長田）
- 【無】ブルマ体操服で課外授業してきた※限定※（2022年6月23日、はむ！チーズ！）
- ◎限定◎超美人美脚のＯＬとイチャラブ生中※素人流出※（2022年6月23日、はむ！チーズ！）
- 【ソープ×日焼け跡】金髪美女をぬるぬるにしてズボッ！！勢いそのままに中出し交尾（2022年6月29日、色黒オタク）
- 【素人個撮】激エロBODYなヤリマンお姉さんの名器マンコにドプドプ中出しFUCK！！（2022年8月2日、サルガッソー）
- 【個人撮影】色気たっぷりで変態な”つばささん”です！ 剛毛マンコを舐めまわすと理性崩壊！！（2022年8月5日、妻人（つまんちゅ））
- 【個人撮影】色気たっぷりの巨乳美女です！ パイ揉みからのバイブ責めでイクぅ～♥（2022年8月13日、パコムギ）
- 美巨乳めちゃカワギャルとイチャイチャハメ撮り！中出しのあと「もう一回しよ♡」〈素人〉※レビュー特典あり（2022年8月16日、令和＠コレクション）
- ラブホのお風呂でイチャイチャからのフェラ抜き顔射！！〈素人〉〈ハメ撮り〉※レビュー特典あり（2022年8月16日、令和＠コレクション）
- 【素人・ハメ撮り】経験人数40以上！？天性のヤリマン人妻と淫乱ハメ撮りSEX！アへ顔イキ連発！（2022年8月17日、人妻ハメ撮り師）
- 【個人撮影】可憐な見た目の色白お姉さん♥ 剛毛マンコに2回中出ししました！（2022年8月18日、妻人（つまんちゅ））
- 《人妻・ハメ撮り》経験人数40以上！？ヤリマン人妻がエロランジェリー着て淫乱SEX！（2022年8月29日、人妻ハメ撮り師）
- 【ハメ撮り】ヤリマン女子の巨乳スレンダーボディが極上。網編みエロコス姿でぬるぬるSEX。（2022年9月1日、人妻熟女channel　たまたまツイてた男）
- 【個人撮影】王手化粧品メーカーに勤務しているむっつり変態なキレイ系お姉さん♥ クンニや玩具責めで興奮した剛毛マンコは汗と愛液まみれに！（2022年9月6日、熟妻太郎）
- 【個撮】男を惑わすノーブラでの外出が趣味の変態OL。 発情した男を見るのが性癖らしく、勃起チンポをしゃぶる時も表情を確認してきてドキドキしました。（2022年9月7日、天使の時間）
- 【ハメ撮り】天性のヤリマン美女！百戦錬磨のオマンコは締め付けヤバイ！！（2022年9月8日、HASEGAWA）
- 【個人撮影】長身で色気のある巨乳お姉さんとの濃厚なSEX♥ 全身網タイツを着ながらのエッチで剛毛おまんこは汗とマン汁で湿度100%♥（2022年9月11日、熟妻太郎）
- 【巨乳・中出し】巨乳の色気ムンムンお姉さん◆一度喰らいついたら中出しするまで離さない百戦錬磨の沼マ●コ！淫乱中出しプレイ！（2022年9月12日、ヘンリー本物＠巨乳専門）
- 【無許可中出し】経験豊富な色白美乳OLのセックスが気持ち良すぎて中出し不可避 ※即削除注意（2022年9月12日、藁藁藁藁）
- 【個人撮影】純白ボディの剛毛美女です♥ 中出しSEXで膣奥からザーメンがどろ～り♥（2022年9月14日、パコムギ）
- 【個影】ムチムチのどスケベボディに社内の男はみんなメロメロ♥ 最高級にエロ体をした美人OL「のりかさん」のハメ撮り動画です！（2022年9月14日、天使の時間）
- 《人妻・中出し》一度喰らいついたら中出しするまで離さない百戦錬磨の沼マ●コ！エロエロ人妻が大暴走中出しSEX!（2022年9月15日、人妻ハメ撮り師）
- 【個人撮影】六本木エ〇カウンターのゴージャスボディなラウンジ嬢　ピストンで激攻め　勝手に２発中だし　無許可につき即削除注意。（2022年9月15日、赤ウ●コ）
- [１週間限定]ブルマ美女美脚美尻Dカップあや（2022年9月17日、※いい湯ってコト⁉※）
- 【素人・ハメ撮り】天性のヤリマン登場！チ〇ポを無心に咥える姿が激エロ！（2022年9月17日、テンイチ）
- 【●宮あや】※引退記念※完全プライベート流出！いちゃえろセックス【期間限定10本のみ販売】（2022年9月21日、ひみつのやまとちゃん）
- [１週間限定]セクシー下着美女美脚美尻Dカップあや（2022年9月25日、※いい湯ってコト⁉※）
- 【●宮あや】※引退記念※ブルマ！完全プライベート流出！ブルマでるいちゃえろセックス【期間限定10本のみ販売】（2022年9月27日、ひみつのやまとちゃん）
- 【素人】21歳ガールズバー店員のヤリマンギャルをナンパ。エロい身体をクネらせ激ピスにヨガリ淫れる中出しセックス。（2022年10月1日、スマトラ警備隊）
- ＃１週間限定販売 ＃裏 ＃ブルマ＃アイドル ＃あや（2022年10月10日、シびれるだろぅ？）
- ＃１週間限定販売 ＃裏　＃OL ＃美尻 ＃あや（2022年10月15日、シびれるだろぅ？）
- 経験豊富な色白美乳OLの無許可中出しハメ撮り動画。※数量限定（2022年10月28日、藁藁藁藁）
- 【巨乳・ハメ撮り】Fカップ巨乳のSっ気たっぷりお姉さん◆エロランジェリー着てグラインド騎乗位でチ○ポ挑発しまくり！（2022年10月28日、ヘンリー本物＠巨乳専門）
- 【ナンパ・ハメ撮り】天性のヤリマン登場！チ〇ポを無心に咥える姿が激エロ！（2022年10月30日、落ちこぼれ東大卒）
- 【個人撮影】職業CAの巨乳美女が感じすぎて腰の動きが止まらない様子。お互いドラ○グ使ってます。（2022年11月3日、パーさんのハメハント）
- 【素人・ハメ撮り】天性のヤリマン登場！中出しするまで離さない百戦錬磨の沼マ〇コ！（2022年11月4日、テンイチ）
- 【個撮】見た目から中身と全てがエロいお姉さんをハメ撮り♥ チンポをジュポジュポとしゃぶって変態さ丸出しになってます！（2022年11月6日、パコムギ）
- 【個人撮影】顔だけ見ると清純そうですがド変態なお姉さん♥ 網タイツを着ての生ハメでガクガク絶頂しっぱなし♥（2022年11月12日、パコムギ）
- 【素人】経験人数多めの超美人お姉さんを、電マ責めでイカセまくっちゃうｗｗｗ（2022年11月21日、裏アラモ）
- 【１週間限定販売】*裏 *巨乳 *ブルマ *あや（2022年11月30日、【ファビュラスMAX】）
- 【素人／淫乱】激エロ網編みコスチューム×オイルぬるぬる♡淫乱お姉さんに中出しFUCK。（2022年12月1日、サルガッソー）
- 【素人】ヤリマン痴女21歳のハメ撮り映像。オマンコグチョ濡れで大絶頂SEX。（2022年12月9日、HASEGAWA）
- 【本物制服生】経験は1人 3ヵ月の交際を経てようやく撮影までこじつけた人生を捧げた無許可中出し作品です（2022年12月12日、Thindér）
- 【素人・個撮】天性のヤリマン登場！中出しするまで離さない百戦錬磨の沼マ〇コ！（2022年12月16日、落ちこぼれ東大卒）
- 【素人・ナンパ】天性のヤリマン登場！チ〇ポを無心に咥える姿が激エロ！（2023年1月1日、落ちこぼれ東大卒）
- 【県立②】経験は1人 3ヵ月の交際を経てようやく撮影までこじつけた人生を捧げた無許可中出し作品です。（2023年1月9日、未聖年）
- 【個撮】職業CAの巨乳美女が感じすぎて腰の痙攣が止まらない様子。ドラ○グ使ってます。（中出しあり）（2023年1月9日、個撮レンジャー）
- 【個人撮影】職業CAの巨乳美女が感じすぎて腰の痙攣が止まらない様子。ドラ○グ使用。※中出しあり（2023年1月15日、個撮レンジャー）
- 【県立②】経験は1人 3ヵ月の交際を経てようやく撮影までこじつけた人生を捧げた無許可中出し作品です。（2023年2月14日、未聖年）
- 【美人*剤師に顔射】股下90㎝美脚　えち依存症*剤師（27）☆ 止まらないM字開脚無限ぱこぱこ（2023年9月27日、ぱこぱこネット）
- ニートの幼馴染と有◯架純似のなほちゃんがまさかの配信、、？（2023年10月19日、女の子たちの恥ずかしい記録）
- ニートの幼馴染と有◯架純似のなほちゃんがまさかの配信、、？（2024年1月21日、ライぶマニあ！）
- 再編オリジナル個人撮影　奈津さん♥チンポを弄びSEXを楽しむ超淫乱女の子♥ハメ動画（2024年2月3日、第三営業部）
- 《人妻》31歳・保育士・人妻◆自宅に連れ込みハメ撮りSEX◆たまりにたまった性欲を一気に放出するかの如く激イキのオンパレード！どっぷり口内射精！（2024年4月22日、熟女道）
- 【中出し】25歳、OL素人*。Sっ気たっぷりのスケベさん。天性のヤリマン登場！一度喰らいついたら中出しするまで離さない百戦錬磨の沼マ●コ！連続イキ！どっぷり中出し！（2024年6月6日、さわやか）

#### DUGA
- SUPERパックリまんこアップ 4時間SP vol.9（2018年10月19日、サルトル映像出版）
- ヒプノスタイル3 ～白目＆寄り目失神SP～（2019年12月3日、トラウマアート）
- マゾ護身術（2019年12月16日、トラウマアート）
- アブノーマルヘアーモデル（2019年12月19日、トラウマアート）
- テニスサークルの女（真宮あや）（2020年12月1日、まるかつ＠AV監督）
- SUPERパックリまんこアップ4時間SP vol.20（2021年1月1日、サルトル映像出版）
- あや ・ 真冬 襲われた女（2021年3月20日、DID企画）
- あや 襲われた女（2021年3月20日、DID企画）
- あや ・ あいか 襲われた女（2021年5月22日、DID企画）
- あや ・ 優花 襲われた女（2021年5月22日、DID企画）
- 総勢13人！木曜マン毛モロ出し美術館SP～恥ずかしがるシ●ウト美女の秘部をみんなでナマ鑑賞（2021年6月23日、パラダイステレビ）

#### Pcolle
- ［ライブハウス痴漢］モデル級ボディのタイトミニギャルバンギャ×透けP美尻に極太ディルドネジ込み×トイレナマ中出し［高画質］（2019年12月27日、どぶめたる）
- ［泥酔姦］披露宴パーティー2次会／大手航空会社国内線CA①［パンチラ隠し撮り特典映像＆②予告編付］［高画質］（2020年6月26日、omocci）
- ［泥酔姦］披露宴パーティー2次会／大手航空会社国内線CA②［パンチラ隠し撮り特典映像＆①予告編付］［高画質］（2020年7月3日、omocci）
- 【睡◎姦(2日目)】【イタズラ(1日目)】【特典3本】セミナーハウスレポート合宿・ミッション系私大帰国子女3名①《限定最高画質》（2020年11月20日、K.Ui）
- 【睡◎姦(2日目)】【イタズラ(1日目)】【特典3本】セミナーハウスレポート合宿・ミッション系私大帰国子女3名②《限定最高画質》（2020年11月27日、K.Ui）
- 【睡◎姦(2日目)】【イタズラ(1日目)】【特典3本】セミナーハウスレポート合宿・ミッション系私大帰国子女3名③《限定最高画質》（2020年12月5日、K.Ui）
- 仕事中にハメ撮り撮ってるエロ過ぎ不動産OLサチコ(24)　スーツ姿のまま嬉しそうにチンポを激しくしゃぶるスケベOLに中出しイチャ（2021年7月27日、ハメドリネットワーク）
- 【ソープ×中出し】日焼け跡が眩しい金髪ギャルがソープマットの上で極上奉仕‼（2021年8月12日、ゴールドマン）
- 【日焼け跡×ギャル】ボンテージに身を包み男達に責め立てられ悶絶しっぱなしの女（2021年8月18日、ゴールドマン）
- 【フェラ】金髪日焼けギャルがボンテージ着て男2人を抜きに来た‼（2021年10月19日、ゴールドマン）
- 【乳首舐め＆手コキ】金髪ギャルの凄テク地獄‼（2021年10月24日、ゴールドマン）
- 【童貞】ナンパしたラブホ受付の素朴系にデカチンＥＤ童貞を会わせたら無事勃起！女の子もムラムラしちゃって生ハメ中出し承諾【個人撮影（2022年6月17日、シコシコわっしょい）

#### Gcolle
- 【乱交×羞恥×屈辱】激しめプレイで失神寸前⁉アクロバティック体位による絶叫イキ‼（2021年6月9日、デッドボール）

#### LAXD
- 【●宮あや】ベロチュウ！完全プライベート流出！いちゃえろセックス【期間限定10本のみ販売】（2021年5月29日、ひみつのやまとちゃん）
- 【●宮あや】ベロチュウ！完全プライベート流出！ブルマでるいちゃえろセックス【期間限定10本のみ販売】（2021年7月3日、ひみつのやまとちゃん）

### イメージDVD
- ひふみのふみーの！！！/広末文乃（2017年12月5日、渋谷プロモーション）
- おもてなし！/涼風杏（2018年7月1日、デジプラン）
- おねだりロリポップ/涼風杏（2019年1月18日、デジプラン）
- しあわせのア×ル色/スウィート萌華（2020年11月3日、IMPACT）
- しあわせのア×ル色/スウィート萌華 （ブルーレイディスク）（2020年11月3日、IMPACT）
- 純系コンカフェ美少女 ～いつでもお待ちしております～/真宮あや（2021年1月28日、CRANE）
- 純系コンカフェ美少女 ～いつでもお待ちしております～/真宮あや （ブルーレイディスク）（2021年1月28日、CRANE）
- 挑発女子校生スケスケ透明椅子パンモロ密着パンティー8（2021年3月25日、デジタルアーク）

### デジタル写真集
- image.tv 沖田里緒 オーディション、ノーレタッチ！（2019年5月10日、月刊デジタルファクトリー）
- 宮澤正明 オーディション、ノーレタッチ！ エントリーNo.2 沖田里緒（2019年5月10日、月刊デジタルファクトリー）
- 絶対美少女とエッチな一時（2019年5月17日、ブイワンVR）
- 旦那の親友に…強引に濡らされた人妻 沖田里緒（2020年1月9日、ながえスタイル）
- 350ページ超え ぐうかわすぎる癒やしの美少女BEST（2020年8月7日、ブイワンVR）
- 温泉旅館にアルバイトで来た地元の女子たちが無防備なスクール水着でウブ尻プリプリさせて風呂掃除をしているのを目撃してしまった！ボクが覗きながらフルボッキしているのもバレてしまい全員から順番に金玉からっぽになるまで襲われた！ Vol.1 / 星空もあ 沖田里緒 市橋えりな 西山楓（2021年1月1日、----）
- 背徳のこらえ顔 沖田里緒（2021年1月1日、----）
- 温泉旅館にアルバイトで来た地元の女子たちが無防備なスクール水着でウブ尻プリプリさせて風呂掃除をしているのを目撃してしまった！ボクが覗きながらフルボッキしているのもバレてしまい全員から順番に金玉からっぽになるまで襲われた！ Vol.2 / 星空もあ 沖田里緒 市橋えりな 西山楓（2021年1月4日、----）
- 温泉旅館にアルバイトで来た地元の女子たちが無防備なスクール水着でウブ尻プリプリさせて風呂掃除をしているのを目撃してしまった！ボクが覗きながらフルボッキしているのもバレてしまい全員から順番に金玉からっぽになるまで襲われた！ Vol.3 / 星空もあ 沖田里緒 市橋えりな 西山楓（2021年1月7日、----）
- 温泉旅館にアルバイトで来た地元の女子たちが無防備なスクール水着でウブ尻プリプリさせて風呂掃除をしているのを目撃してしまった！ボクが覗きながらフルボッキしているのもバレてしまい全員から順番に金玉からっぽになるまで襲われた！ Vol.4 / 星空もあ 沖田里緒 市橋えりな 西山楓（2021年1月10日、----）
- 【完全版】温泉旅館にアルバイトで来た地元の女子たちが無防備なスクール水着でウブ尻プリプリさせて風呂掃除をしているのを目撃してしまった！ボクが覗きながらフルボッキしているのもバレてしまい全員から順番に金玉からっぽになるまで襲われた！ / 星空もあ 沖田里緒 市橋えりな 西山楓（2021年2月10日、----）
- エロ黒元ヤン姐さんのEnamel Bondage FUCK 淫靡MAX！！NiceBondage（2021年6月3日、エロ黒姉さん）
- 【FANZA限定版】 ギリギリ★あいどる倶楽部 「純系コンカフェ美少女」 真宮あや 写真集（2021年10月1日、ラビリンス）
- Interview 沖田里緒（2022年3月2日、アテナ映像）
- ながえSTYLE 我慢できなかった妻たち 沖田里緒（2022年4月1日、ながえスタイル）
- 真宮あや 写真集 エロ黒元ヤン姐さんのEnamel Bondage FUCK 淫靡MAX！！NiceBondage（2022年8月6日、エロ黒姉さん）
- デジグラ・デラックス 真宮あや 001（2022年8月19日、LOVEPOP）

### YouTube
- 買取販売市場ムーラン新宿西口店：買取販売市場ムーラン新宿西口店　沖田里緒さん【食い気】
- おかずですYO!：【地上波じゃ絶対に放送できないシリーズ】人気セクシー女優が発表！ガチな夜のおかずベスト３
- おかずですYO!：【もしかしたら役に立つかもしれない ＨＯＷ ＴＯシリーズ】円周率100桁を５分で覚えるテクニックを伝授
- おかずですYO!：【縫い物が苦手な人必見！】おうちでカンタンに手作りマスクを作ろう！【STAY HOME】
- おかずですYO!：【地上波じゃ絶対に見せられないシリーズ】絵心ないセクシー女優がマスコットキャラを考えてみた
- おかずですYO!：【爆乳セクシー女優がガチで挑戦】カップスローにチャレンジ！成功しないと帰れませんＹＯ！
- おかずですYO!：【地上波じゃ絶対に放送できないシリーズPart.2】108センチのKカップ娘が恥ずかしいブルマ姿でリアルな夜のオカズを赤裸々に告白！
- おかずですYO!：【入浴剤をブレンド！】Kカップ娘と一緒にオリジナル温泉を作ろう！
- おかずですYO!：【地上波じゃ絶対に見せられないシリーズ】画伯と名高い爆乳セクシー女優も挑戦！マスコットキャラを考えよう！Part.2
- おかずですYO!：【爆乳セクシー女優がガチで挑戦】セクシー衣装で紙コップチャレンジ！負ければ恥ずかしい罰ゲームですYO！
- おかずですYO!：【湯ちゅーぶ②】爆乳＆美乳セクシー女優が泥のようなお風呂に浸かりながら原●龍二さんの『１０分』について語り尽くす…他もろもろ。
- おかずですYO!：【やってみた】爆乳娘とまみあやがノンスタイルの本格漫才に挑戦してみたら…
- おかずですYO!：【ASMR】美女が耳元で苦手な激辛麺の食べ比べ！【スナック試食】
- おかずですYO!： ASMR】ぱりぱり餃子を作ってパクリと食べちゃおう！
- おかずですYO!：【ASMR】くすぐったくてぞわぞわ！女の子が耳元で出題＆回答！囁きなぞなぞ【お約束の回答もあるよ】
- GIGA特撮ヒロインチャンネル：セーラーミント&セーラーネーブル 真宮あや 初島うい
- GIGA特撮ヒロインチャンネル：美少女戦士セーラーミント 真宮あや
- GIGA特撮ヒロインチャンネル：ガーベラ 真宮あや
- GIGA特撮ヒロインチャンネル：美少女戦士セーラーミント 真宮あやな
- ルシファー Lucifer：低投資で当てる引き強初心者が魅せる！
- ルシファー Lucifer：再び登場！低投資 引き強 女子が仕置人で・・・
- ルシファー Lucifer：レトロゲームで〇〇が失神寸前！！
- ルシファー Lucifer：英語禁止カードゲームで大変なことに！！
- 女子アナパラダイス：人気女優の真宮あやさんを好きすぎるADが思いの丈を伝えてみた
- hu- ReVo ヒューレボ：真宮あや様　肩コリ解消・背中引き締めトレーニング
- キングラビッツ：新感覚！AV女優と○○な事して触れ合える！SODランドに潜入！
- 装弩戦隊ゴウケンゴー（2025年7月18日 - 7月25日、ギガ特撮チャンネル） - さき（雄夜の彼女） 役（友情出演）[12]